# История Петрограда в ранний советский период

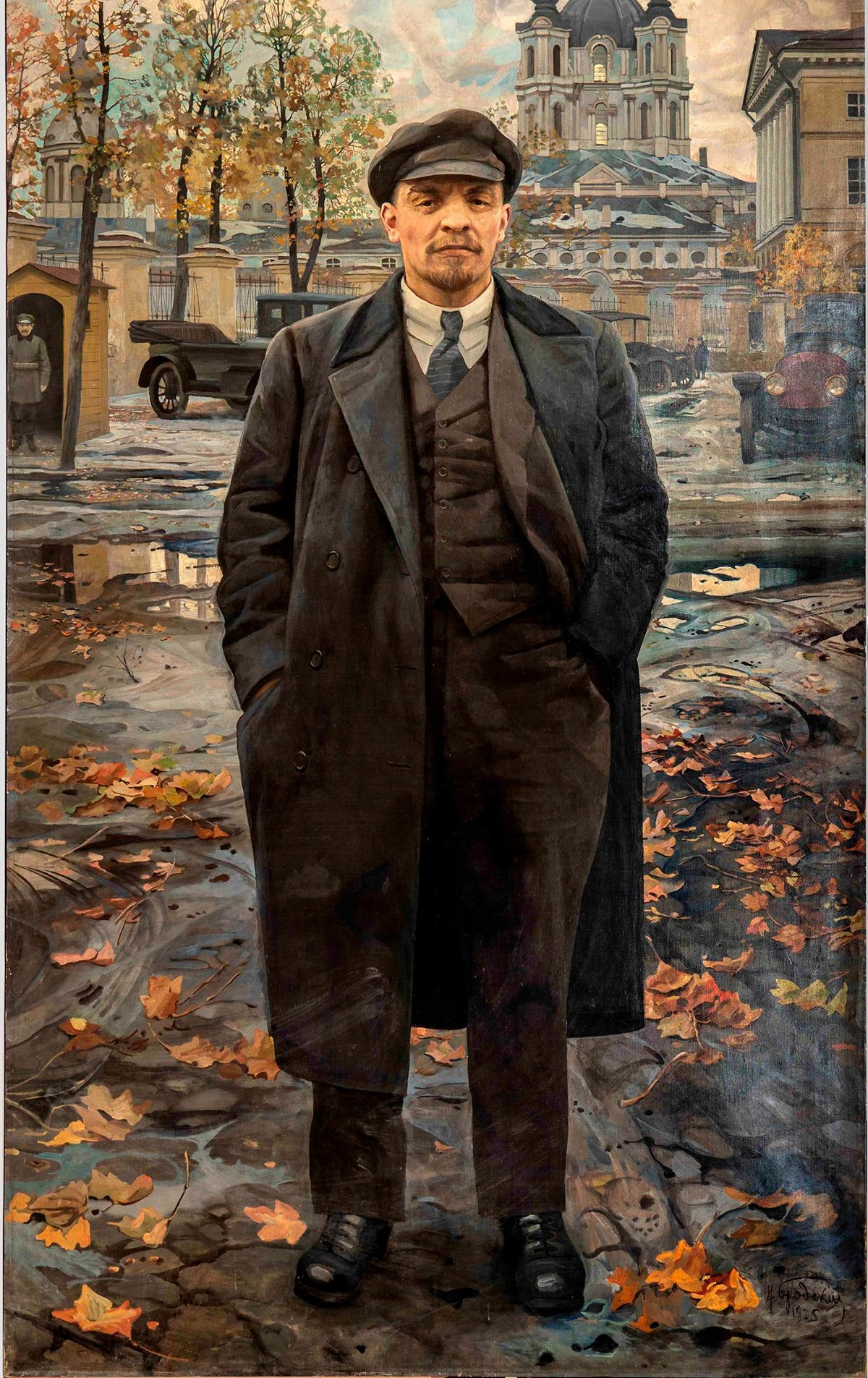
Исаак Бродский, Ленин на фоне Смольного собора

История Петрограда в ранний советский период — охватывает историю города начиная с октябрьской революции и периодом новой экономической политики (НЭП) с 1917 по 1928 год. Петроград в первые годы советской власти пережил тяжёлые экономические и социально-политические потрясения. В годы военного коммунизма в три раза сократилось население города и встала промышленность. Петроград оставлял впечатление опустевшего города.
Вместе с прекращением гражданской войны и введением новой экономической политики жизнь в городе начала быстро восстанавливаться, улицы и дома ремонтировались. С 1921 года население начало снова расти. В город частично вернулась рыночная экономика, была разрешена торговая деятельность, люди разных профессий объединялись в многочисленные кооперативы. В городе работали частные заведения, был сформирован новый разбогатевший класс нэпманов.
Несмотря на то, что Петроград потерял столичный статус, в ранний период советской власти он оставался важным экономическим, научным и культурным центром РСФСР. Основным видом жилья стали коммунальные квартиры, где по соседству уживались рабочие, крестьяне и бывшая аристократия. Петроград в раннюю советскую эпоху стоял на перепутье между умирающем старым дореволюционным обществом и зарождавшимся советским.
Уже в 1920-е годы была сформулирована основная для всего советского периода градостроительная концепция города по построению спальных районов вокруг исторического центра. Преобладающим стилем стал конструктивизм.

## История

### Революция и гражданская война
На момент Октябрьской революции в Петрограде правили Временное правительство, Петроградский Совет рабочих и солдатских депутатов, городская Дума и управа, районные думы, управы и советы. Все они, представлявшие партии с зачастую диаметрально противоположными взглядами, не могли договориться, и в городе царил беспорядок. Временное правительство во главе с Керенским не справлялось со сложившейся ситуацией, вызванной продолжавшейся Первой мировой войной и вместе с этим тяжёлым экономическим кризисом, ни монархисты, не революционные деятели не признавали это правительство. В результате восстания, 25 — 26 октября 1917 года большевики установили правление над Петроградом, однако имели слабое представление о том, как будут выстраивать социалистическое общество будущего, большевики вели внутреннюю борьбу с меньшевиками и эсерами за единоличную власть. Штаб захвата власти играл и роль штаба обороны города. В тот момент большевики контролировали только Петроград, и Керенский, найдя сочувствие у П. Н. Краснова и назначив его командующим всеми вооружёнными силами Петроградского военного округа, с казаками 3-го корпуса в конце октября предпринял поход на Петроград (см. Поход Керенского — Краснова на Петроград). В самой столице 29 октября (11 ноября) Комитет спасения Родины и революции организовал вооружённое восстание юнкеров. Восстание было в тот же день подавлено; 1 (14) ноября потерпел поражение и Керенский. В годы Гражданской войны, летом 1919 года, Петроград оборонялся от Северо-западной белой армии Юденича.

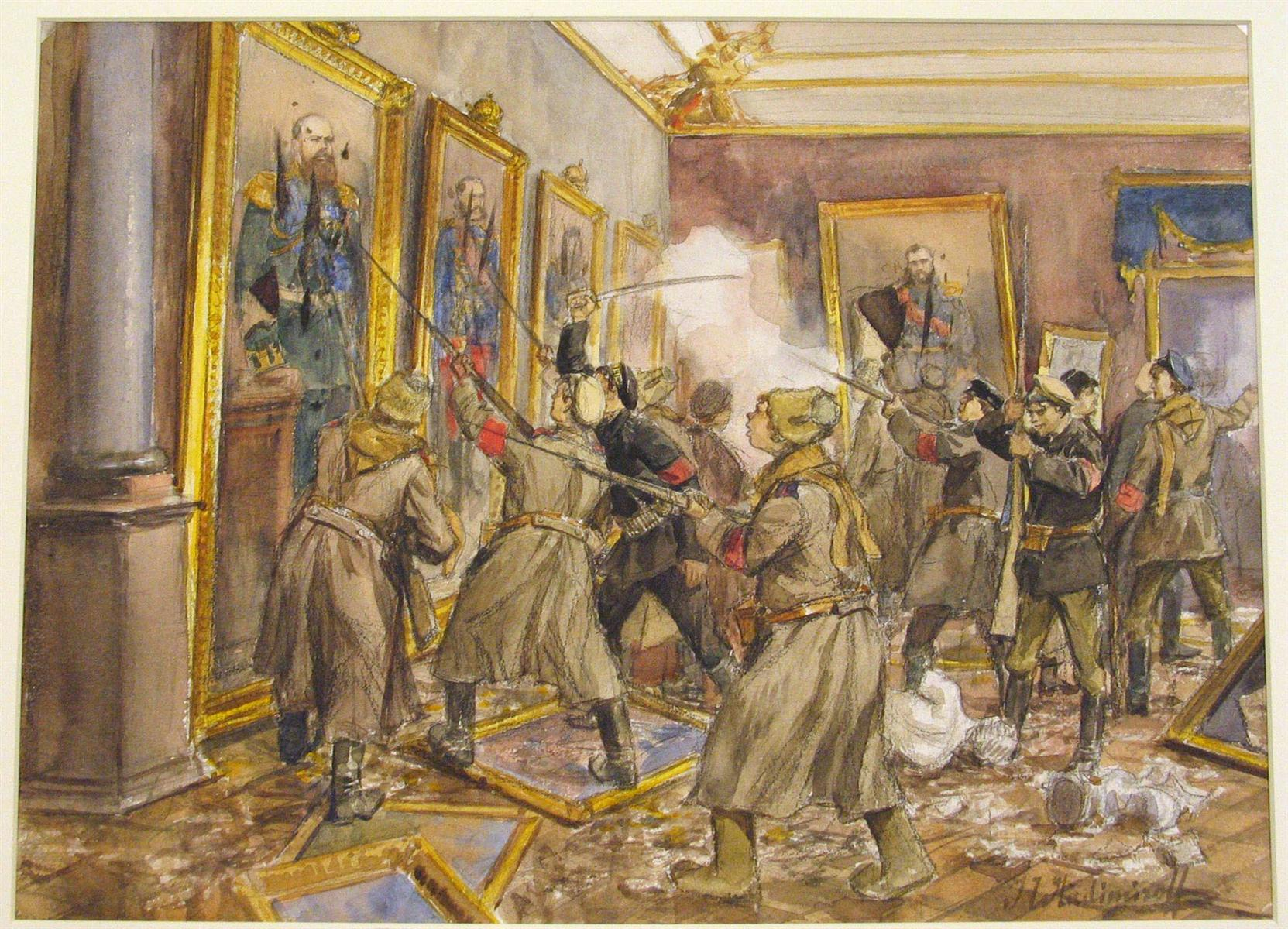
Погром в Зимнем дворце, Владимиров

В марте 1918 года Петроград лишился статуса столицы, которая была перенесена в Москву, однако в течение гражданской войны оставался столицей Союза коммун Северной области и воспринимался как «центр мировой революции». Ещё до начала гражданской войны население Петрограда хоть и жило привычной жизнью, но начало испытывать на себе последствия политических мероприятий, начались перебои с продовольствием вместе с нарастанием хозяйственного кризиса и нарушением товарооборота. Начавшаяся Гражданская война сильно усугубила сложившуюся ситуацию. Петроград прибывал в упадке. В городе началась хозяйственная разруха, шла быстрая убыль населения, с 1916 по 1920 год население сократилось в три раза. Петроград оставлял впечатление опустевшего города. Многие дома были в разрушенном состоянии, а улицы оставались не чищеными. Оставшиеся люди оставляли впечатление изголодавшихся и напуганных. Советский историк Шкловский называл эти события «первой блокадой». В сложившейся ситуации была виновата не столько гражданская война, сколько политика новой советской власти, спровоцировавшей дезорганизацию налаженных структур. Большевистская власть в стремлении взять под контроль весь товарооборот планомерно вытравливала частную торговлю, провоцируя инфляцию и массовый голод.
Промышленность в условиях нарушенной логистики и процесса национализации встала, политика военного коммунизма обернулась катастрофическим последствиями для Петрограда. Уже в 1919 году среди населения даже в условиях жёсткого подавления инакомыслия начали нарастать протестные настроения. Первыми массовые протесты начали устраивать рабочие Путиловского завода, обвинявшие большевиков в предательстве интересов рабочих. К протестам активно призывали представители эсеров, в чём большевики увидели провокацию. За 1919 год в Петрограде произошло 19 стачек, в которых приняло участие около 35 000 человек. Несколько раз большевики насильно разгоняли толпы и даже устраивали расстрелы, провоцируя рабочих на больший гнев. Вскоре рабочие начали требовать прекращения преследования торговцев, как важный источник для пропитания, и протесты начали нести экономический характер. Очередная волна забастовок совпала с Кронштадтским восстанием. Эти события наряду с крестьянскими восстаниями в губерниях продемонстрировали острую необходимость отказа от политики военного коммунизма и перемены экономического курса.

### НЭП
В условиях нарастающего экономического кризиса и общественного напряжения, руководством было принято решение снова разрешить частное предпринимательство. Введение новой экономической политики сопровождалось постепенным восстановлением экономики и городской жизни Петрограда. Население начало снова расти. Была разрешена частная торговля, снова заработала промышленность, часть заводов отдавалась в частные руки. Экономика города начала стремительно расти, однако по-прежнему страдала от многих проблем, включая расстроенное денежное обращение. Открылось множество магазинов, увеселительных заведений и заведений общепита. Особую роль в экономике и культурной жизни города играли многочисленные кооперативы, в которые объединялись самые разнообразные слои населения, от ремесленников и торговцев, до учёных и школьников. Кооперативное дело активно поддерживал Ленин. В городе сформировался новый разбогатевший класс нэпманов.

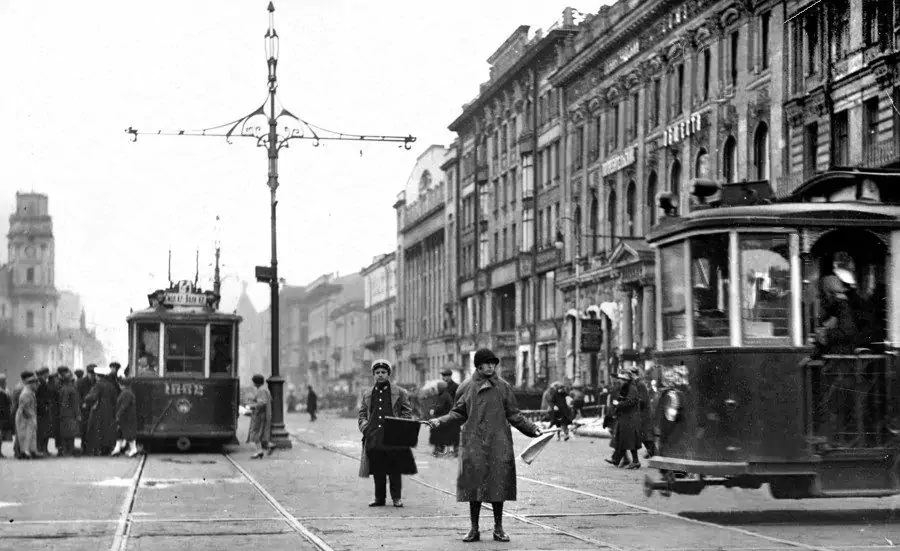
Проспект 25 Октября, 1924 год

Город, пришедший в крайне упадочное состояние в годы военного коммунизма начал восстанавливаться. Велись масштабные работы по реставрации водопроводной системы, улиц, мостов, однако город по-прежнему оставлял впечатление полуразрушенного. Ещё в годы военного коммунизма в Петрограде проводилось массовое уплотнение жилья, образовывались коммунальные квартиры, однако новые жители быстро приводили квартиры и здания в негодное состояние. В годы НЭПа всё жильё перешло под управление частных коммунальных хозяйств, что привело к повышению квартплат, но и позволяло добывать средства на реставрацию жилого фонда.

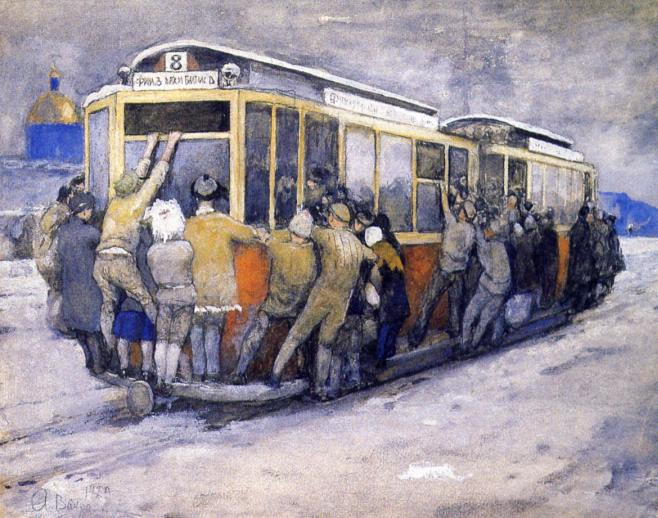
Люди висят на трамвае, 1920 год, Вахрамеев

Советская идеология начала сосуществовать с культурой потребительства. С одной стороны государство стремилось заниматься политпросвещением и воспитанием нового советского человека, с другой стороны в городе имелось множество частных заведений, через рекламу продвигалась западная мода. Государство стремилось конкурировать с консьюмеризмом, например спонсируя молодёжные объединения, отвлекая их от почитания модных веяний, образуя клубы по интересам, отвлекая рабочих от игорных домов и кабаков или открывая общественные столовые взамен «буржуазным» ресторанам.
Хотя в эпоху НЭПа нового строительства в Петрограде почти не велось, а основная часть построек советского авангарда появится при Сталине, уже тогда обсуждались масштабные планы по реконструкции Петрограда. Исторический центр предполагалось оставить нетронутым, но в дальнейшем развивать город за его старыми границами, образуя новые рабочие районы с низкой плотностью застройки, окружённые садами и широкими автомобильными трассами. Эта концепция легла в основу дальнейшего развития советского Ленинграда на протяжении всего следующего века.
В годы НЭПа шёл дальнейший процесс централизации советской власти в Петрограде, коллегии были заменены единоличным управлением заведующими отделами со своими заместителями. В новых органах управления установились бюрократизм и чинопочитание, как это было в дореволюционных органах. Многие члены партии негативно относились к НЭПу, так как видели в нём предательство коммунистической идеологии и угрозу существованию режиму со стороны возрождавшейся буржуазии. Среди партийных служащих в том числе и в Петрограде в 1920-е годы начали проводиться массовые чистки, чтобы увеличить в органах управления присутствие идейных коммунистов. В 1920-е годы в процессе кадровых перестановок доля коммунистов неизменно росла среди государственных и хозяйственных учреждений, и за коммунистами были закреплены все руководящие посты. Сокращению подлежали также работники неправильного, например дворянского происхождения.
В 1924 году в Петрограде произошло массовое наводнение, нанёсшее серьёзный урон всей системе жилищно-коммунального хозяйства. Оно стало вторым крупнейшим наводнением с момента основания Петербурга, уступая наводнению 1824 года. В этом же году, после смерти Ленина, Петроград был переименован в Ленинград.

## Город
В годы гражданской войны Петроград оставлял впечатление опустевшего города, где почти безлюдные улицы были едва освещены и в домах почти не было освещённых комнат, иностранцы, прибывавшие в Петроград описывали ощущение, будто посещали город-призрак. Многие дома были в разрушенном состоянии, а улицы оставались не чищеными. Если ещё до революции в городе, особенно на его окраинах оставалось множество деревянного жилого фонда, то в 1919 — 1920-х для отопления домов несколько тысяч деревянных домов было разобрано на дрова. Изначально деревянные районы превращались в пустыри, где со слов Шкловского отдельные оставшиеся здания торчали, «как выбитые зубы». Если в 1916 году в Петрограде имелось около 20 000 жилых домов, то к 1922 году — более 18 000. Всего между революцией и НЭПом Петроград потерял примерно 5000 преимущественно деревянных зданий.

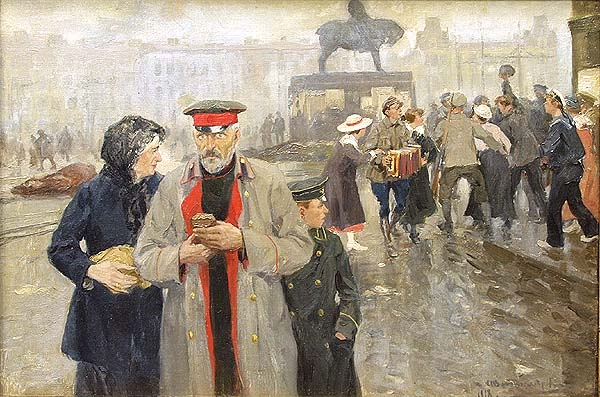
«Улицы Петрограда», Владимиров 1918 год

На дрова разбирали торцы деревянных мостовых и деревянные элементы каменных домов, оставляя их без окон, дверей и полов. Опустевшие дома из-за перепада температур в результате отсутствия отопления быстро приходили в негодное состояние. Многие здания были повреждены в процессе обороны. К 1919 году 20% домов в Петрограде уже не были пригодны для жилья и 13% оказались на грани разрушения. Сам Петроград почти не был задет боевыми действиями. К 1921 году разрушенное состояние Петрограда проявлялось всё более явственно. Современники отмечали, как город растерял свою столичную атмосферу и приобретал облик пребывавшего в упадке губернского городка. Многие государственные учреждения были переведены в Москву.
Судьба города оставалась неясной, Петроград был символом бывшего царского режима, его предлагали как отреставрировать, так и полностью ликвидировать, сначала остановив всю промышленность и затем перевезя оставшееся население в другие регионы.
В 1918 году в Петрограде начали массово переименовываться названия улиц, связанные с дореволюционным режимом или просто для предложения новых идей. Например Невский проспект стал Проспектом 25 октября, Литейный проспект — Проспектом Володарского или Садовая улица — улицей 3 июля и т. д. Самые массовые переименования были проведены в 1918 и 1923 годах, однако большая часть названий не приживалась, и улицы снова переименовывались. Некоторые переименования несли саркастический характер, например Дворянская улица (бывшее сосредоточение дворянства) стала 1-й улицей Деревенской бедноты. Население с сарказмом относилось к переименованиям улиц, Невский проспект во время НЭПа в шутку назывался «Нэпским проспектом».
Вместе с началом НЭПа, Петроград начали приводить в порядок, здания ремонтировались, начали появляться первые после революции новые жилые кварталы. Тем не менее город по-прежнему оставлял впечатление разрушенного и заброшенного. Многие здания начали разрушаться, от того, что в подвалы часто попадала вода. Фасады многих зданий начали сыпаться, представляя смертельную опасность для прохожих, им запрещалось гулять слишком близко к зданиям. Некоторые жители продолжали разбирать полуразрушенные дома на кирпич или разбирать на дрова деревянные постройки, с этим явлением начали бороться с 1922 года, угрожая расстрелом за разбор зданий. С 1923 года было отремонтировано крыш в 70% домах, в 11,5% домов отремонтировали фасады. Петроград на фоне массового ремонта зданий начал снова постепенно приобретать черты европейского города.
Несмотря на улучшение общей ситуации, в Петрограде сохранялся топливный кризис, отчего жители после уничтожения деревянного жилого фонда продолжали массово разбирать на дрова деревянные части каменных зданий, оставляя их без окон и дверей, а также массово уничтожали заборы в садах и парках и вырубали оставшиеся в городе деревья. В период НЭПа, бывшим владельцам небольших домов с количеством менее четырёх квартир предлагали вернуть имущество но многие из них отказывались из-за дороговизны ремонта таких зданий, в итоге многие здания в Петрограде стояли в полуразрушенном виде. Новый этап в восстановлении Петрограда наступил после 1924 года, когда в городе началась массовая реставрация, город стоял в лесах и постепенно приобретал дореволюционную красоту.

## Градостроительство и архитектура
В Первые годы советской власти в Петрограде в условиях отрицания дореволюционного наследия было уничтожено межевое дело, которое ассоциировалось с помещичьем землевладением. Градостроительная концепция строилась на отрицании дореволюционного опыта, но его участники так и не смогли составить ясный план по развитию города. Петроград в первые годы после революции не развивался, а стремительно разрушался, была уничтожена значительная часть деревянной постройки. В начале 1920-х годов градостроители заново начали обращаться к дореволюционному опыту градостроения и был сформулирован принцип новой архитектурной формы, предполагавшей рациональное удовлетворение жилищных требований, строгость и экономность в оформлении и отказ от пестроты форм, вызванной «капризом тщеславия и конкуренцией». Наводнение 1924 года сыграло важную роль в формировании новой градостроительной политики, позже продолженной Сталиным. Предполагалось развивать город в южном направлении, где не угрожали потенциальные наводнения и в будущем перенести туда центр города. Одновременно центр Петрограда прекратил своё развитие, что предопределит формирование там исторической архитектурной среды.

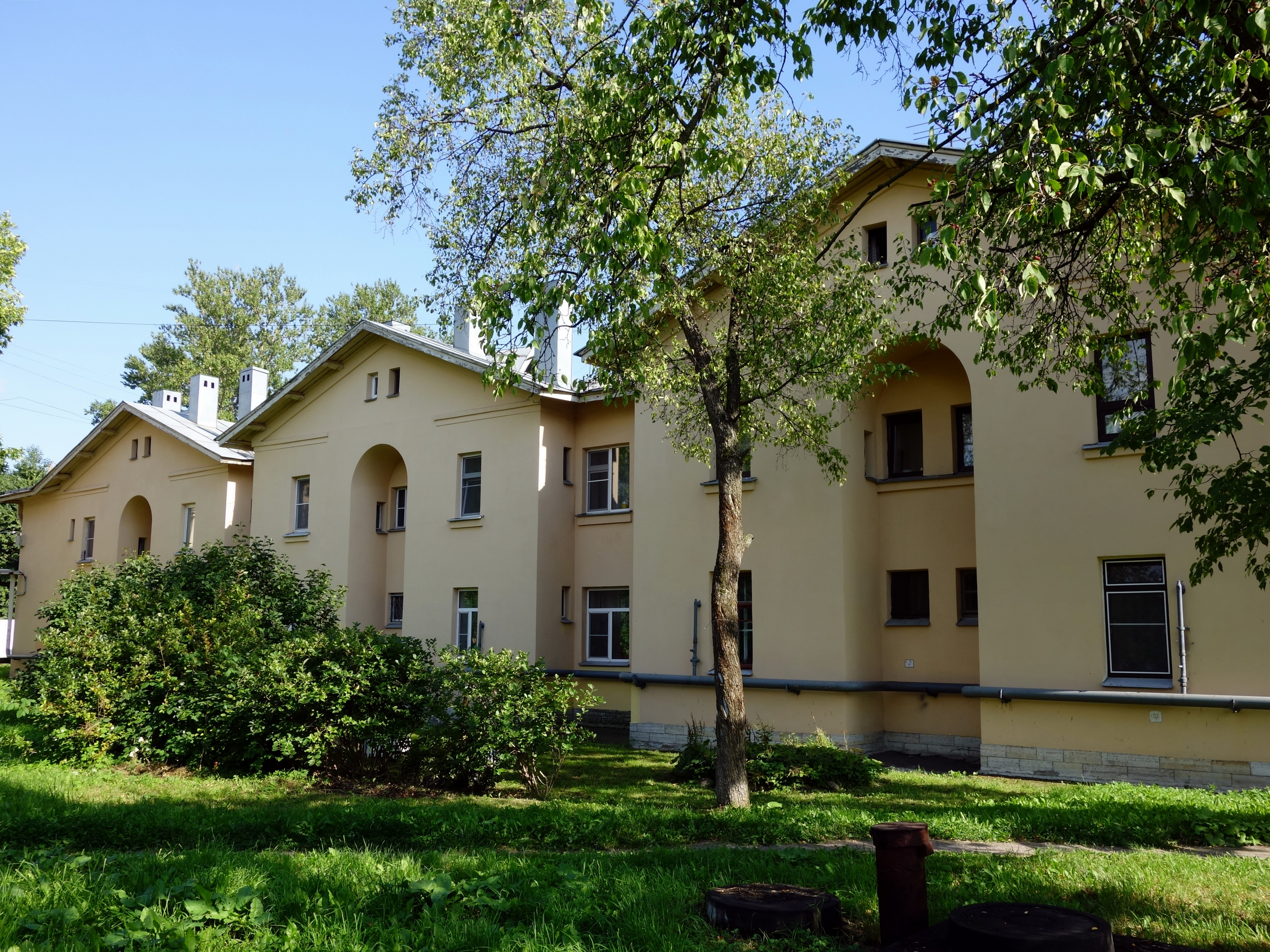
Палевский жилмассив (1925—1928) отражает ранние представления о комфортных районах, которыми хотели застроить городские окраины

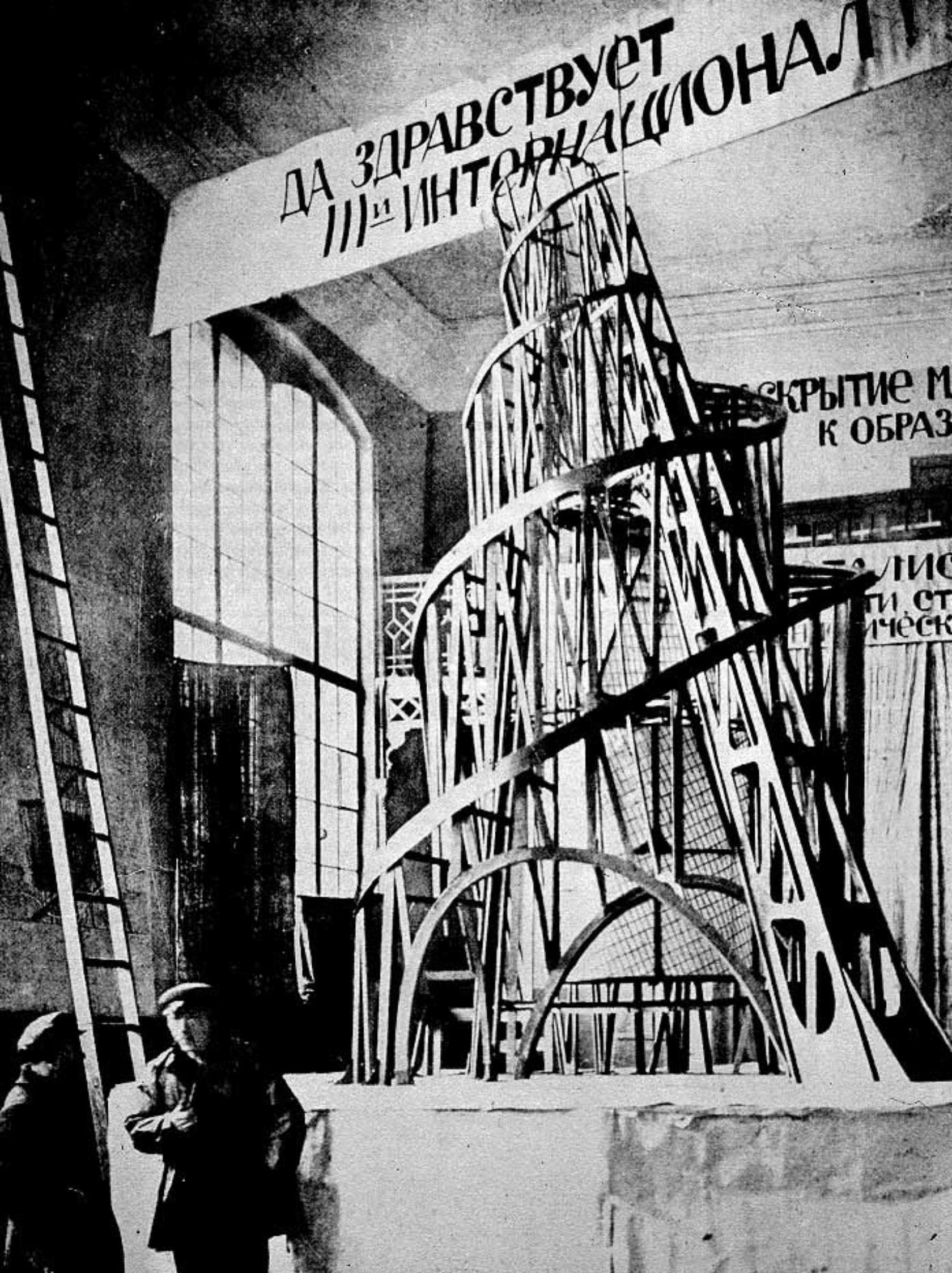
Башня Татлина, 1919 год пример бумажной архитектуры

Здания нового типа должны были быть в некоторой степени однотипными. В 1923 году была создана «комиссия по перепланировке Петрограда и его окраин» и тогда впервые была предложена идея сохранения облика исторического городского центра. В рамках перепланировки были составлены планы по озеленению города и создания большего количества парков. Уже тогда предлагалась идея деления Петрограда на три зоны. Исторический город входил в первую зону, в второй зоне строились 4-х, 5-ти этажные здания на расстоянии друг от друга, в окружении зелени и третья зона с небольшими коттеджными зданиями, располагавшиеся в пригородах. Советское руководство поставило перед собой цель реконструировать и облагородить рабочие окраины Петрограда, в частности Нарвскую заставу. В начале XX века на этих необлаголоженных территориях располагались промышленные застройки и рабочие бараки.
Обсуждались планы по строительству новых мостов через Неву, реконструкции железнодорожной сети, увеличению количества школ, детских садов, больниц, районных клубов, стадионов и т. д. В рамках проекта предлагалось создать обширные пригородные зоны вокруг Петрограда, состоявшие из «гигантских зелёных гирлянд с парками и местами отдыха» и постройки, формировавшие масштабные и единые архитектурные ансамбли, украшенные мемориалами, разрезанные трамвайными путями и автомобильными трассами. Уже тогда было предложено превратить Аптекарский, Каменный, Крестовский, Петровский и Елагин острова в мемориальные исторические парки. Начали прорабатываться первые проекты по планировке и застройке рабочих городков а Нарвском, Володарском и Выборгском районах. Несмотря на описываемую схожесть пригородов — садов со спальными районами поздней советской эпохи, в таких районах предлагалось делать коллективные жилища, построенные по образцу фаланстеров Роберта Оуэна, где каждый дом представлял собой отдельные коммуны.
Строительство первых постреволюционных и ещё пока редких участков началось после 1921 года. В этот период начала предлагаться идея квартала-участка, которая в итоге станет частью новой градостроительной традиции Ленинграда на протяжении XX века. Советская архитектура раннего поколения прежде всего удовлетворяла жилищные требования, но во внешнем оформлении была выраженно строгой и экономной в противовес дореволюционным зданиям. Строительство первых рабочих кварталов или жилмассивов нового типа началось с 1924 года — начали строиться Серафимовский городок, Тракторная улица, улица Ткачей, Палевский городок. В центре города повсеместно надстраивали имевшиеся дома новыми верхними этажами. Первые жилмассивы были выдержаны в стиле конструктивизма, отражавшие идеи социального строя — устремлённость в будущее и спартанский быт. Зданиям общежитий были свойственны геометрически чёткие фасады, динамичные конструкции и рациональное устройство скромных квартир.
| |  |  |  |  |
| ТЭЦ фабрики «Красное Знамя», Дворец культуры им. А.М. Горького, Жилмассив для рабочих-текстильщиков, Школа им. 10-летия Октября, Жилой рабочий квартал Путиловского завода |  |  |  |  |

## Инфраструктура

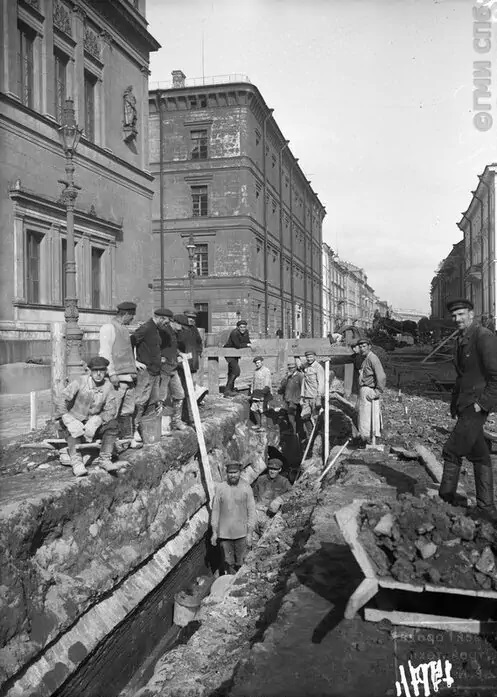
Строительство канализации в 1920-е годы на улице Халтурина

В годы гражданской войны Петроград столкнулся с острой нехваткой топлива для электростанций, и оно подавалось в начале по шесть часов в сутки и затем — по 2 — 3 часа. Жилища освещались керосином и свечами. Из-за нехватки энергии уличные фонари освещались слабо и с перебоями. Начали восстанавливать газовые и керосиновые фонари, но вместе с нехваткой керосина и газа и такое освещение прекратилось. К 1920 году уличное освещение прекратилось. В Петрограде также перестало работать центральное отопление. Так как в годы гражданской войны городские улицы засыпало снегом, была введена повинность по очистке снега, и домовладельцы обязывались чистить снег на своей территории.
В годы гражданской войны в городе почти не было транспорта, общественный транспорт пребывал в катастрофическом состоянии, новые трамваи не производились, а старые из-за повышенной эксплуатации быстро ломались. Сами трамваи часто останавливались из-за перебоев с электричеством. Оставшиеся трамваи были переполнены, и люди часто висели на подножках. В Петербурге также почти не осталось исправных барж. Автомобили из-за нехватки бензина не ездили, в основном для перевозки использовались лошади. Из-за нехватки корма лошади истощались и погибали, их употребляли на конину. Количество лошадей в Петрограде сократилось на 10 тысяч, большая часть повозок поломалась.

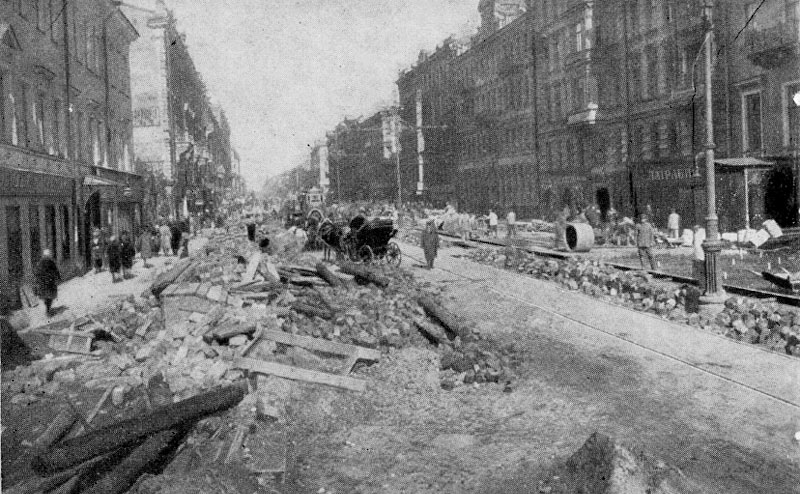
Разрушения на Владимирском проспекте, учинённые наводнением в 1924 году

В начале эпохи НЭПа, несмотря на улучшение жизненного положения граждан, городская инфраструктура оказалась в полуразрушенном состоянии. Имевшиеся мосты требовали срочных ремонтных работ, городские парки пребывали в запустении. В Петрограде ещё пока отсутствовала канализация, и отходы стекали по водосточным канавам, которые также были крайне засорены и требовали ремонтных работ. Реставрировалось прежде всего жилищно-коммунальное хозяйство, к 1923 году был починен водопровод в 77% домов, домовая канализация — в 60%, остекление — в 70% и дымоходы в 41% тем не менее из 17 000 домов только 12% не требовали капитального ремонта. В 1922 году был установлен платный проезд на трамваях, начали активно ремонтировать вагоны, и к концу года было восстановлено уже 15 маршрутов.
К началу 1920-х годов система водостока пришла в полную непригодность, и в Петрограде на улицах стало появляться множество провалов. В 1921 году начался массовый ремонт канализационных труб, было отремонтировано 11 110 саженей, заделано около 800 провалов и очищено более 12 000 люков, вместе с этим проводилась массовая перекладка мостовых на местах ремонтов. В этот же период из Петрограда были вывезены сотни тысяч бочек с накопившимися нечистотами и мусором. Проекты по ремонту имевшейся городской инфраструктуры и коммуникаций проводились в течение следующих нескольких лет, в ремонте своё активное участие принимали сами жители города от рабочих, до нэпманов. В городе отсутствовало освещение в рабочих районах. Установка новых фонарей и их освещение сильно усложнялось массовой кражей лампочек, в итоге пытались устанавливать фонари с электрическим током, но они плохо освещали улицы, имевшиеся фонари были окутаны колючей проволокой.
Прошедшее в 1924 году масштабное наводнение нанесло настолько масштабный урон всему жилищно-коммунальному хозяйству, что свело практически на нет усилия в ремонтно-восстановительных работах за последние несколько лет. Были разрушены многие мостовые, было уничтожено 78% торцевых мостовых, которые стелились деревянными плашками до революции. Было затоплено и повреждено более 5000 домов. Было также повреждено более 150 тысяч бетонных и деревянных коллекторов, на месте их повреждения появлялись провалы. На ликвидацию последствий наводнения были выделены крупные средства, половина из которых предназначалась на восстановление мостовых и набережных. На помощь для восстановления города прибывали люди со всей страны. Мостовые были восстановлены за месяц, а набережные — за год.

## Жилищный фонд
В 1918 году начала проводиться политика уравнительного пользования жильём, начали создаваться коммунальные квартиры, чтобы отнять излишки жилья у богатых классов и перераспределить их среди рабочего класса. Многие особняки и барские квартиры начали захватываться рабочими. Была установлена новая норма — по одной комнате на взрослого и двух детей. Квартиры с излишней площадью подлежали уплотнению и заселению прежде всего семьями находившихся на фронте красноармейцев.

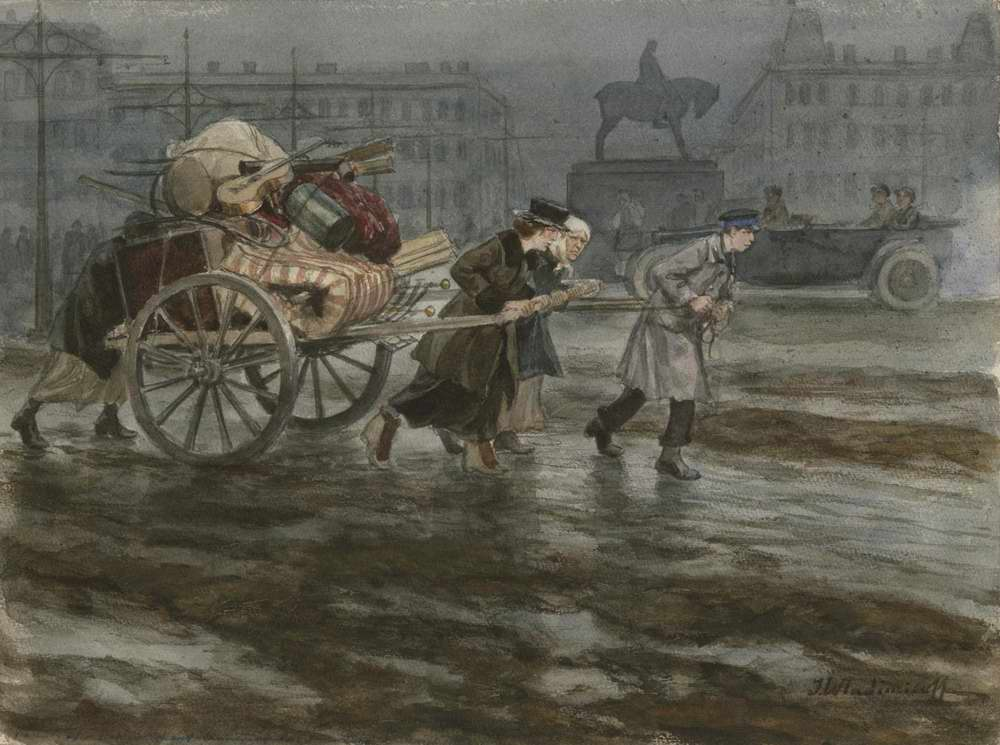
Владимиров, выселенная семья, Петроград, 1922 год

Под уплотнение и национализацию попали прежде всего пустующие богатые квартиры и особняки, оставленные их сбежавшими владельцами. Все здания были национализированы к 1921 году. Рабочим и семьям фронтовиков отдавались также бывшие гостиницы. К августу 1918 года было конфисковано около 3000 домов с частных рук. Жители квартир боролись с уплотнением, скрывая площадь, приписывая фиктивных жильцов, подделывая справки и т. д.. Состоятельных квартиросъёмщиков если и не наказывали или не изгоняли из города, то к ним подселяли многочисленных новых соседей из рабочих районов, образуя первые коммунальные квартиры. В коммунальных квартирах начало процветать доносительство с целью выселения соседей для освобождения жилплощади или из личной мести. Власти поощряли доносительство для борьбы с «антисоветскими элементами». Новые жилищные условия разрушили сложившуюся до революции социальную структуру города.
Ванные отсутствовали в большей части жилищного фонда, как и горячая вода. В подавляющем числе горожане жили в коммуналках, чьи дореволюционные помещения не были оборудованы для мытья дома. Традиционно горожане для соблюдения гигиены посещали общественные бани. Бельё стиралось в домовых прачечных или подвалах домов. Значительная часть домов продолжала отапливаться дровами и в дворах располагались дровяники. Для готовки на кухне использовались массивные плиты, топившиеся дровами, а также керосинки, керогазы или примусы. Во внутренних дворах располагались полотенца и дровяные сараи. Во многих квартирах по-прежнему отсутствовал водопровод, отчего люди справляли нужду во внутренних дворах или использовали для отхожих мест бесхозные здания, например бывшие казармы. Во многих зданиях были затоплены подвалы, отчего образовывался дурной запах. Серьёзной проблемой оставалась кража деревянного материала для топки печек, для которых использовали двери, паркеты, лестничные ступени, перила и т. д..

### Причины уплотнения

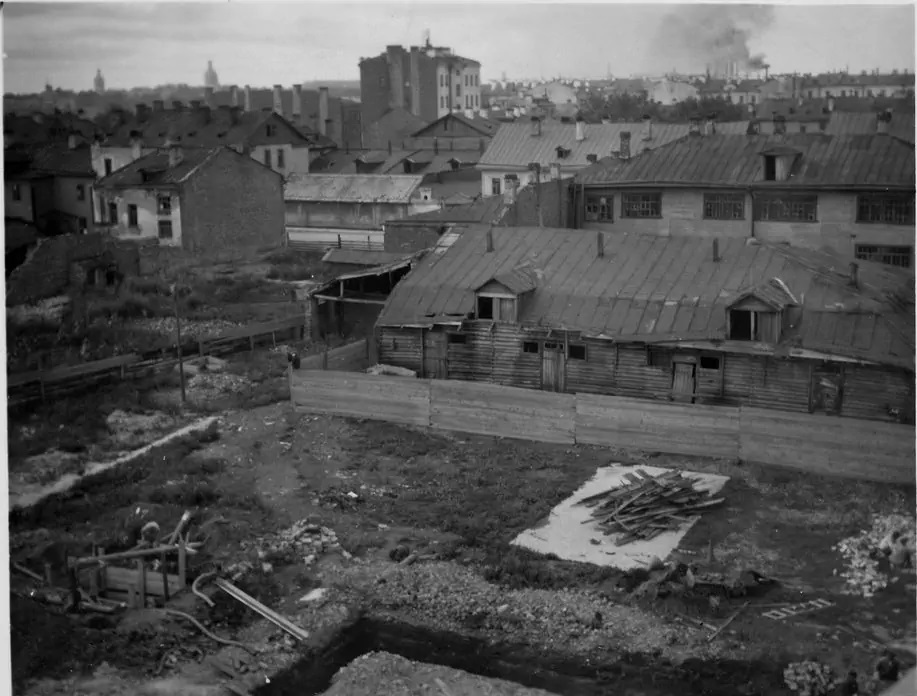
Главная цель уплотнения жилья сводилась к тому, чтобы переселить рабочее население из трущобных рабочих районов

Новое советское руководство унаследовало кризисную жилищную ситуацию. До революции большая часть населения жила в неудовлетворительных жилищных условиях, особенно на рабочих окраинах города, где зачастую  отсутствовало электричество и водоснабжение. В 50 000 квартирах в комнатах жило до 4 человек, были распространены случаи, когда в отдельных комнатах жило по 20 человек. Жилищная ситуация резко ухудшилась вместе с притоком беженцев во время Первой мировой войны, многие бедные слои населения занимали углы — пространства около 2,5 кв. метров в комнате или могли позволить себе только койкоместо. Многие рабочие фабрик жили в двухэтажных бараках. В дореволюционном городе также жило множество бездомных.
Переселенческая политика, проводимая советским руководством, в процессе которой многие жители были выселены из квартир, с одной стороны, была крайне спорной. С другой стороны, она улучшила жилищные условия для многих бедных слоёв населения, многие коечные и угловые жильцы переселились в комнаты. Массовое уплотнение было попыткой решить назревший до революции жилищный кризис и избавиться от рабочих окраин. Советское руководство пропагандировало идею переустройства жизни в соответствии с идеалами коммунистического общежития, представлявшего собой подобие фаланстеров Роберта Оуэна. Власти хотели сводить разные семьи в одной квартире, образуя первые в городе коммунальные квартиры.

### Во время гражданской войны
В годы Гражданской войны из-за редкой подачи электричества, люди для освещения использовали керосин и свечи, но эти товары были в дефиците и использовались экономно. Те здания, что изначально отапливались — перестали получать отопление, и все дома перешли на печное отопление. Дрова считались ценным товаром, в городе организовали заготовку дров. Поленья громоздились на улицах. Дрова добывали, разбирая деревянные дома, но и их не хватало, поэтому жгли мебель, книги, двери, паркет. Крайне популярной стала небольшая железная печка «буржуйка». Грела она только в момент горения и плохо прогревала большие комнаты. Водопровод не работал, так как большая часть труб замёрзла и полопалась. Воду добывали из колонок, колодцев и рек. Люди справляли нужду на улице из-за наработавших туалетов.

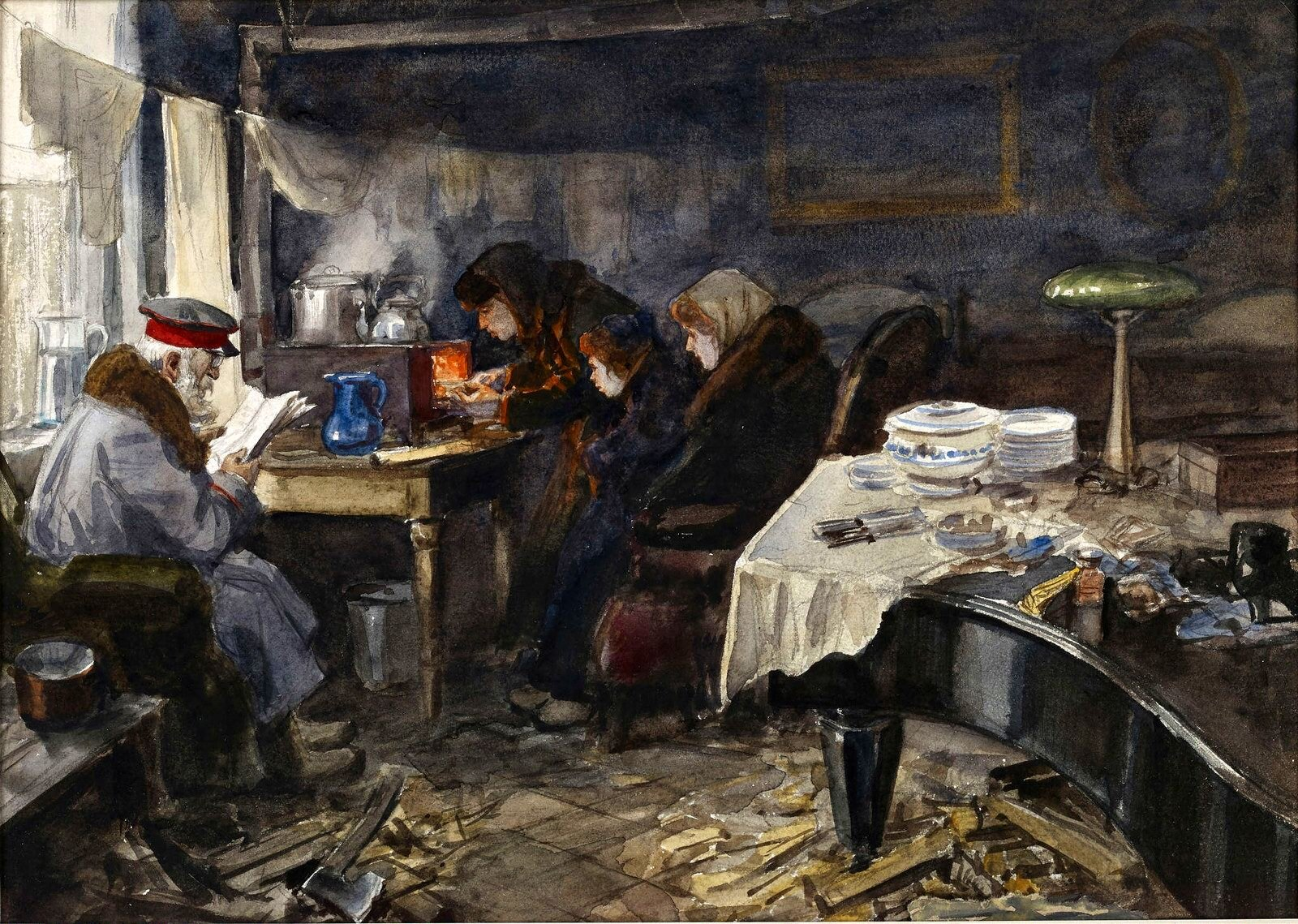
Люди обжили особняк генерала Бутурлина, 1919 год, Владимиров

Вместе с массовым бегством населения во время гражданской войны, множество жилой площади освободилось, и меры по уплотнению вышли из главной повестки дня. Уже к середине 1918 года средняя плотность населения на 100 квартир снизилась с 880 до 539 человек. Появилась возможность заселять рабочих в опустевшие квартиры, почти исчезли угловые и коечные жильцы, 73% населения уже проживало в квартирах. Многие просторные барские квартиры оставались пустыми, так как плохо отапливались буржуйками и часто быстро приходили в упадок. Особняки также быстро приходили в неудовлетворительное состояние и не годились для жилья. Многие рабочие не хотели переезжать из своих бараков, так как доступное жильё на фоне развала транспортной системы оказывалось слишком далеко от их места работы, большая часть пустующих квартир располагалась в центре города.
Рабочих мотивировали на переселение пособиями и бесплатным освещением с отоплением и наоборот занимались изгнанием «буржуазных элементов» из удобных квартир. Несмотря на опустение города, уплотнительная политика продолжала проводиться скорее, как карательная мера против буржуазии с целью лишить их лучших жилищных условий. Квартир лишались не только буржуи, но и остальные классы населения, в том числе и красноармейцы, покинувшие свои жилища на время гражданской войны.
В эпоху гражданской войны значительная часть коммунального хозяйства разрушалась не столько из-за военных действий, сколько из-за политики, проводимой большевиками. Они предоставляли массово бесплатное жильё пролетариату без обязанности коммунальных оплат, отчего город лишился статьи доходов от коммунальных услуг и не имел средств на их обслуживание. На фоне отрицания частной собственности, переезжавшие в новые квартиры жильцы не воспринимали их, как собственность и быстро приводили квартиры в негодное состояние. Многие опустевшие квартиры и дома из-за перепадов температур быстро приходили в негодное для жилья состояние, в трети всех квартир не было освещения. Воры часто сдирали металлические листы с крыш домов, отчего здания после осадков сразу приходили в негодное для жилья состояние. В 1922 году 600 зданий в Петрограде были на грани разрушения.

### НЭП
Вместе с началом НЭПа продолжался процесс приёма домов в коммунальный фонд. Остро встал вопрос о состоянии жилого фонда, пострадавшего в результате политики нового руководства и гражданской войны. Если в 1916 году в городе имелось 282946 пригодных для жилья квартир, то к 1922 году их количество сократилось до 192146 при том, что 55 000 квартир пустовало и одновременно многие квартиры оказались чрезвычайно перенаселены.

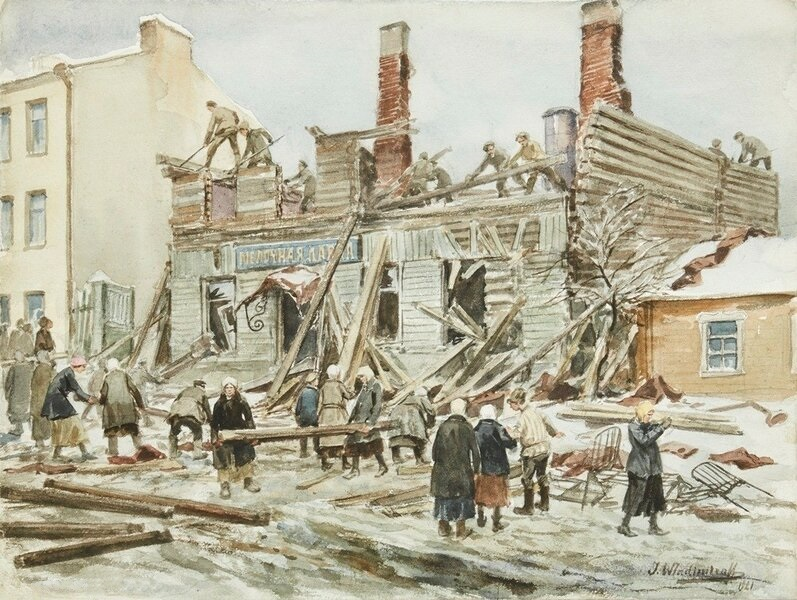
Разбор дома на дрова, 1921 год, Владимиров

В рамках экономической политики коммунальные хозяйства снимались с государственного обеспечения и отныне должны были сами себя обеспечивать, но и могли извлекать выгоду из эксплуатации домов, начало восстанавливаться подобие системы доходных домов до революции. Жильцы домов объединялись в товарищества и контролировали расход средств на квартплату. Многие петроградцы с энтузиазмом принялись ремонтировать дома, в которых они жили. В середине 1920-х годов только 5% квартир находились в собственности Петрограда.
Вместе с этим начали повышаться цены на коммунальные услуги. Однако подорванное революцией и гражданской войной население не было готово платить много денег, и у коммунальных хозяйств почти отсутствовали доходы с квартплат, частные предприниматели, духовенство и торговцы были обязаны платить в 10 раз больше. Коммунальным предприятиям приходилось тратить много средств на восстановление жилищно-коммунального хозяйства после гражданской войны, отчего коммунальные предприятия были убыточными. Там, где жильцы исправно оплачивали квартплату, ремонтные работы шли лучше. Были значительно улучшены условия жизни за счёт восстановления электричества и водоснабжения. В период НЭПа проводились аварийные и ремонтно-отделочные работы.
В период НЭПа жилищная ситуация значительно улучшилась вместе с восстановлением жилищно-коммунального хозяйства, свою важную роль в которой сыграли коммунальные хозяйства. В некоторых жилтовариществах организовывали малые сады или детские уголки. Многие жилтоварищества организовывали «красные уголки» — места проведения досуга для жильцов, там часто устраивали кружки, громкие чтения. Власти видели в красных уголках мощные рычаги идеологического просвещения. Фурор вызывало установление радиоприёмника, провоцировавшее «паломничества» жильцов из соседних домов. Радио было в тот период редкой новинкой. Программы также транслировались по телефонам, которые в середине 1920-х годов оставались редкостью. К концу 1920-х годов проводилась массовая чистка среди начальников жилтовариществ, заменяя их верными партии людьми.

## Культура
Октябрьская революция радикально поменяла культурную конъюнктуру Петрограда. Советское руководство ставило перед собой цель воспитания нового советского человека, и многие традиции начали осуждаться, например религиозность и посещение церкви. При этом боясь гневной реакции со стороны преимущественно религиозной общественности, антирелигиозная борьба в ранний советский период проводилась осторожно под предлогом борьбы с предрассудками и околорелигиозными традициями. Продвигалась идея связи веры с пьянством. Особенно пресса целилась на женщин, в начале 1920-х годов посещавших церкви в среднем 3,7 часов в месяц, мужчины делали это 1,5 часов. На фоне ослабления позиции церкви усиливалась деятельность других религиозных конфессий и религиозных сект. Многие молодые люди становились баптистами, в городе становилось больше последователей Ивана Чурикова.

Владимиров, Конфискация церковного имущества, 1922 год

Начиная с первых лет установления советской власти, она начала борьбу с «буржуйскими» элементами, напоминавшими о некогда высших классах городского сообщества. Бывшие представители высших слоёв из-за дискриминации старались не носить «буржуйскую» одежду, борьба с буржуйской модой начала вестись в печати с 1920 года. Среди новой городской элиты в моду вошёл милитаризованный стиль — кожаный френч, сапоги, военная фуражка. Кожанка ассоциировалась с руководящими слоями и стала главным модным атрибутом. Важную пропагандистски-просветительскую роль играла пресса, призывавшая вести здоровый образ жизни, выступавшая против религии и помогавшая внедрять новые бытовые практики. Для борьбы с «буржуазией» продвигалось определение мещанского поведения или образа жизни. Под ним подразумевалось превалирование материальных ценностей над духовными. Мещанством объявлялось следование дореволюционной или западной моде, использование косметики, увлечение западной музыкой, светский образ жизни. Под мещанством понималось стремление к индивидуализму и личному пространству, государство поощряло коллективные мероприятия — коллективную работу, совместное питание в общей столовой. В годы НЭПа, когда открывались рестораны и увеселительные заведения дореволюционного образца, столовые и фабрики-кухни в условиях усиленной конкуренции стремились привлекать людей улучшенным качеством обслуживания.
Для восстановления промышленности власти продавали произведения искусства за границу. В годы военного коммунизма власти вели усиленную борьбу с секс-работницами, подпольными игорными заведениями и азартными играми, запретив производство на карточной фабрике. Игорные заведения однако сразу же снова открывались в других местах. Вместе с возникшим дефицитом игровых колод, люди начали приспосабливать под азартные игры другие настольные игры, в частности бильярд, который позже тоже был запрещён.
В 1927 году был открыт Дом культуры Московско-Нарвского района — самый первый дворец культуры в постреволюционной России и яркий памятник советского конструктивизма. 

### Мероприятия
Важную роль в воспитании нового советского человека играло культурное воспитание рабочих и молодёжи, для чего в Петрограде в годы НЭПа открывались клубы для рабочих, библиотеки, устраивались лекции, экскурсии. Клубы могли охватывать самые разнообразные темы — кино, танцы, кружки кройки и шитья, радиодела и т. д.. В кружках прежде всего преподавали политграмоту, естествознание, историю рабочего движения. Разные виды отдыха в кружках служили для привлечения в них людей. Рабочие на экскурсиях часто вели себя некультурно и пьянствовали, становясь объектом для шуток.
С 1920 года в Петрограде после массовой конфискации особняков и дач начали массово организовываться дома отдыха для рабочих. Однако вскоре эти здания присвоили себе в качестве санаториев партийные, советские и профсоюзные элиты. Некоторые бывшие дворцы и особняки передавались культурным и научным организациям или там организовывались музеи дворянского быта. В 1920-е годы при фабриках и кооперативах начали массово строить столовые. В них поддерживалась постреволюционная атмосфера, и люди обедали за общими и длинными столами. Столовые воплощали коллективизацию быта, при них открывались читальные залы, биллиарды, шахматные кружки, там могли давать выступления оркестры.
Петербургский театр столкнулся с массовым исходом лучших артистов после революции, но многие артисты и режиссёры остались в городе и сделали всё возможное для спасения и сохранения театрального искусства. В городе оставались петь Шаляпин и танцевать Ваганова. Театральное искусство подчинялось новой большевистской идеологии, ставившей перед собой цель прежде всего высмеивания и осуждения враждебных классов. Театры также стали площадками для экспериментального революционного искусства — представления символических «живых картин». Власти предлагали переносить спектакли из старых театров в рабочие районы для искоренения буржуйских элементов из театрального искусства. Новое руководство стремилось приобщить рабочий класс к культуре и поощряло посещение ими театров. Например в определённые дни спектакли организовывались только для рабочих. На практике посещение театров превращалось для рабочих в насильственные мероприятия, современники отмечали бескультурные толпы, неприкрыто выражавшие презрение к актёрам и музыкантам. В период НЭПа шло возрождение потребительской культуры и вместе с тем — аудитории театров.

### Государственные праздники

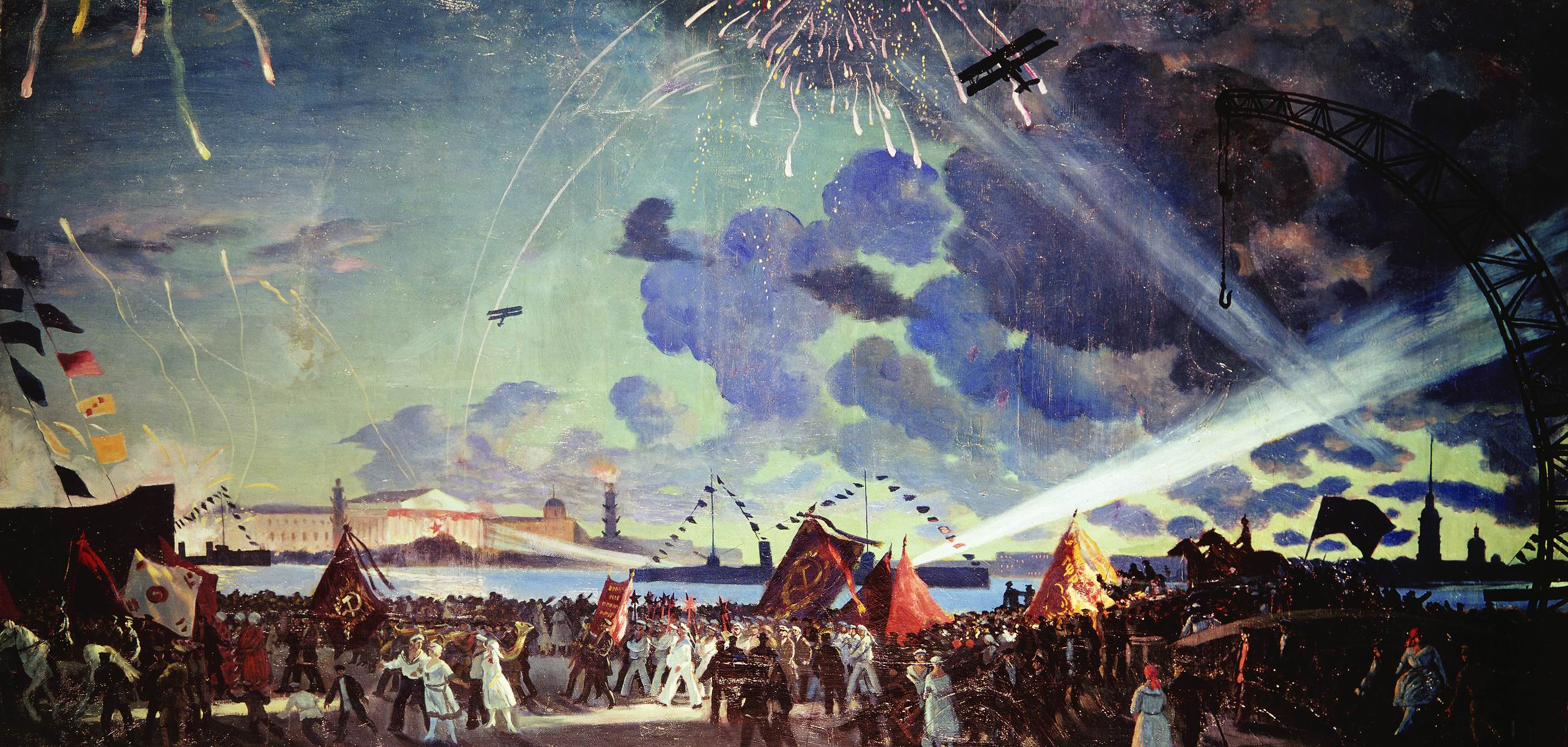
Кустодиев, «Ночной праздник на Неве», 1923 год

В Петрограде проводились массовые празднества, впечатлявшие по глубине эмоционального воздействия. Советское руководство вводило новые государственные праздники, например 1 мая или в честь других важных событий, например похорон жертв революции. Проведением празднеств занимались специальные комиссии и с 1920 года — «секция пролетарских празднеств при Петроградском отделе народного образования». Первая масштабная декорация была устроена 1 мая 1918 года. Первый советский праздник — «Международный день солидарности трудящихся» – проводился подпольно ещё при царском режиме. Основная часть праздников красного календаря была составлена в 1918 — 1919 года.

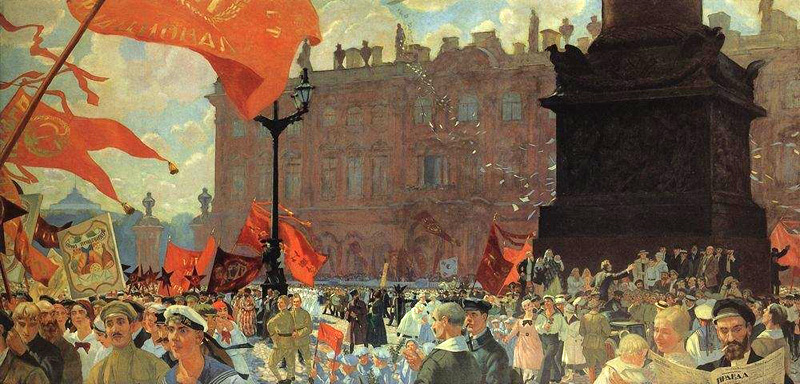
Кустодиев, «Праздник в честь 2-го конгресса Коминтерна на площади Урицкого» 1921 год

Советские праздники были призваны заменить традиционные и крайне популярные у населения церковные праздники или дореволюционные государственные празднества. В советских праздниках сохранялась ритуальная торжественность, где обрядовые акты заменялись митингами, проповеди — речами и молитвы — хоровым пением и перемешивались с театрально-зрелищными элементами, танцами, выступлениями ансамблей, театрализованными шествиями. К праздникам городские здания покрывались огромными плакатами и лозунгами. В празднествах преобладал красный цвет. До усиления государственного контроля над искусством, в оформлении города к празднествам часто использовали аполитичные мотивы — сказочные, исторические сюжеты или экспериментальное искусство.
Новое руководство насаждало населению участие в массовых празднествах, главным образом годовщины Октябрьской революции. На таких празднествах, в театрализованных представлениях учувствовали до тысячи человек. Для власти это была важная идеологическая нагрузка, а для горожан — способ досуга. Тем не менее для многих горожан, особенно старой интеллигенции советские праздники и применение новой советской эстетики были чужды и необычны, они воспринимали их с иронией и насмешкой. Для вовлечения большей части горожан с целью пропагандистского воспитания организовывались субботники, требовавшие от горожан и детей участвовать в празднествах.
В годы НЭПа массовые мероприятия продолжали активно проводиться, но в них всё более активно и добровольно учувствовали члены кооперативов, которые придавали торжествам всё более кооперативную направленность. На таких праздниках устраивали сцены на кооперативные темы.

### Спорт
До момента октябрьской революции в Петербурге — Петрограде уже существовала развитая спортивная культура, множество спортивных сообществ, кружков, молодёжных спортивных организаций, принимавших участия в спортивных соревнованиях. Пришедшие к власти большевики видели в спортивных сообществах рассадник контрреволюции и изгнали бывших из спортивных сообществ. Многие спортивные кружки закрылись, оставшиеся потеряли свои тренерские кадры. 

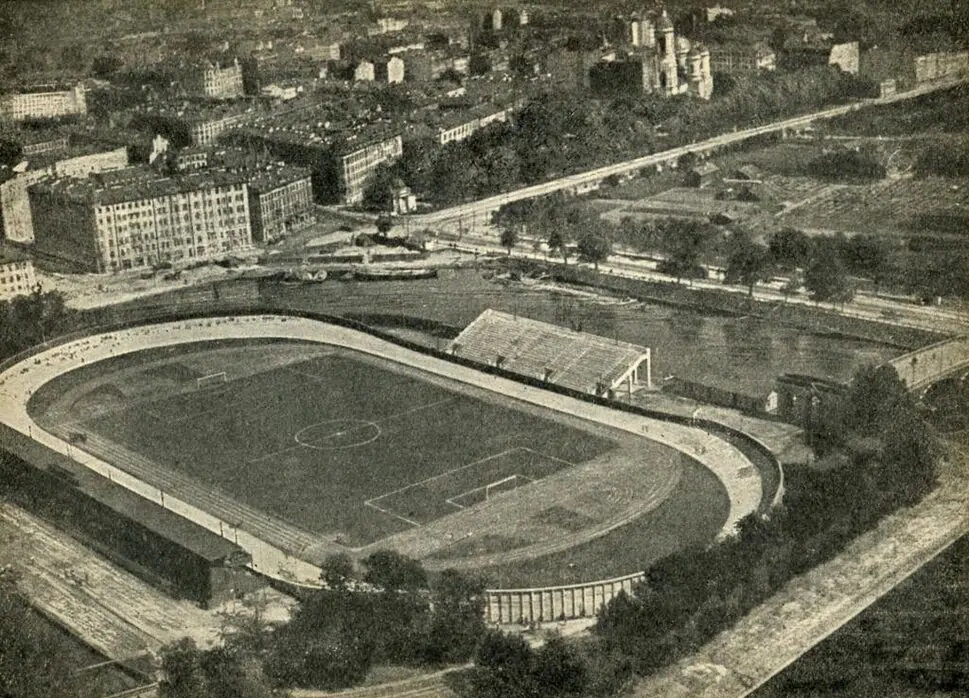
Стадион имени В. И. Ленина, 1925 год

Большевики стремились поставить спорт на государственную службу. Спорт и физическая культура стали одним из главных столпов советской пропаганды, они были призваны преобразовать общественную жизнь нового советского человека и поднять боеспособность красной армии. Крупнейшим спортивным проектом Петрограде стал Стадион имени В. И. Ленина. Другой значимый памятник эпохи — спортивный комплекс футбольной команды «Динамо» и яркий образец советского авангарда.
В годы военного коммунизма многие виды спорта, как «буржуазные пережитки» — запрещались, например бокс, атлетика, теннис. Спорт в Петрограде на долгое время отказался отрезанным от международного олимпийского движения. Несмотря на общественные и экономические потрясения, вызванные октябрьской революцией и гражданской войной, в городе сохранилась традиция спортивных клубов и зарождалась советская спортивная школа многих видов спорта. Спортивные команды формировали при фабриках, заводах, учреждениях, которые устраивали между собой «внутризаводские» соревнования. Одна из таких команд стала прообразом Зенита.
После 1923 года развитием спорта и физкультуры занимались комсомольские организации и профсоюзы.  В годы НЭПа Петроград — Ленинград занимал одни их ведущих позиций по плаванию, лёгкой атлетике, гимнастике, футболу, теннису, стрелковому спорту в СССР. Впервые начал распространяться волейбол. С 1923 года петроградские спортсмены начали снова выходить на международную спортивную арену.

### Искусство
После Октябрьской революции в Петрограде начали развиваться новые формы искусства, частично вдохновлявшиеся эстетикой Великой французской революции, город обвешивали лозунгами, плакатами, знаками, знамёнами и т. д. В их создании участвовали многие известные художники, например Самохвалов. Важной формой революционного искусства были также открытки, жетоны, медали. Советское искусство развивалось в условиях романтической полурелигиозной веры в торжество социальной справедливости. Искусство стало площадкой для экспериментов у многочисленных молодых художников, деятельности которых большевистская власть, несмотря на явную раздражённость, предпочитала не мешать. Часто такие произведения были выполнены в кубофутуристическом стиле. Проблема подобного стиля заключалась в том, что он не воспринимался большей частью населения. Старая интеллигенция смотрела на него с иронией, а рабочим классам он не был интересен. В годы гражданской войны деятели искусств поселились в доме № 15 на Невском проспекте, где устраивали литературные и музыкальные вечера, выставки, бесплатные экскурсии.

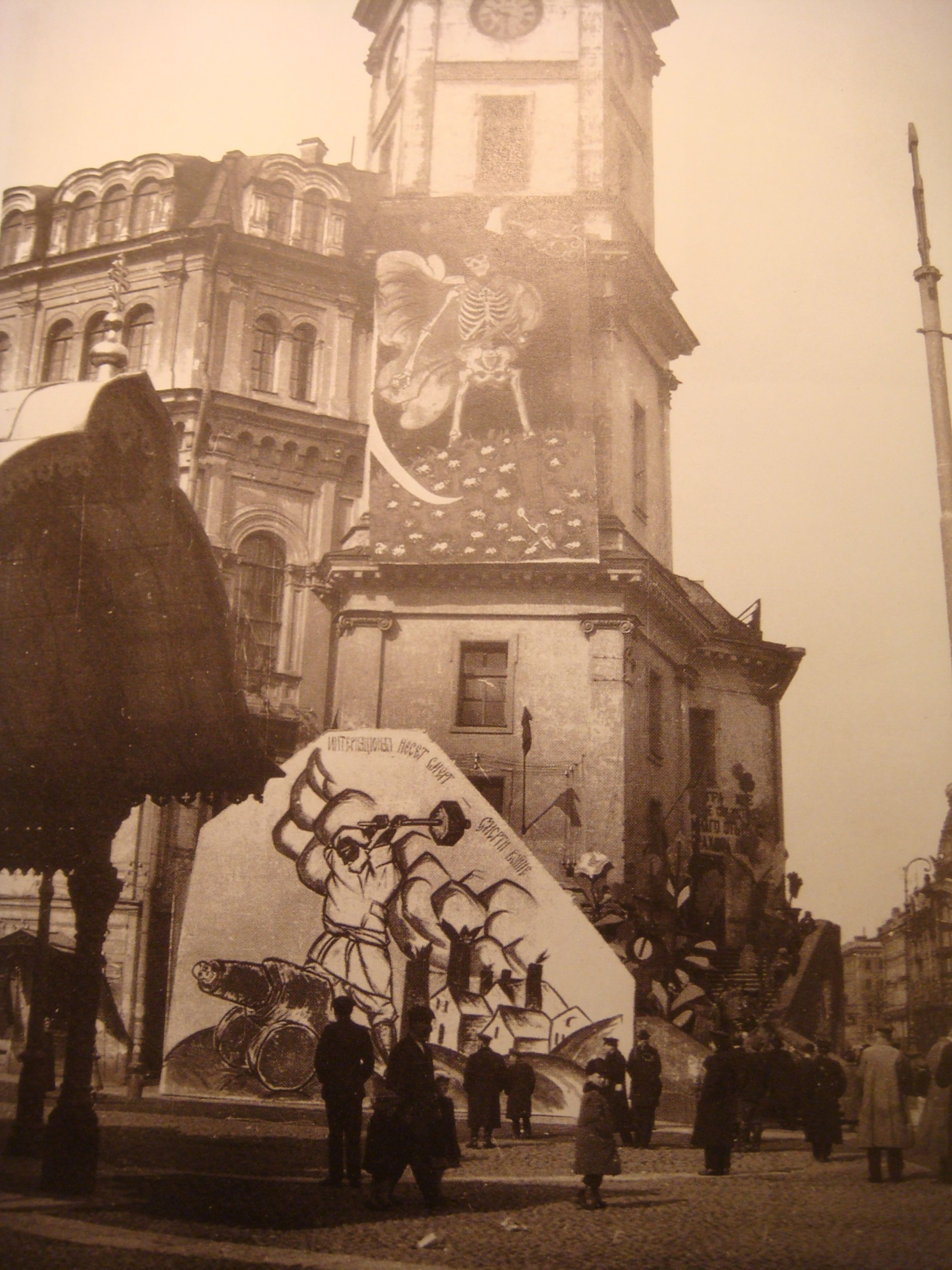
Постреволюционное уличное искусство на здании бывшей думы, 1919 год

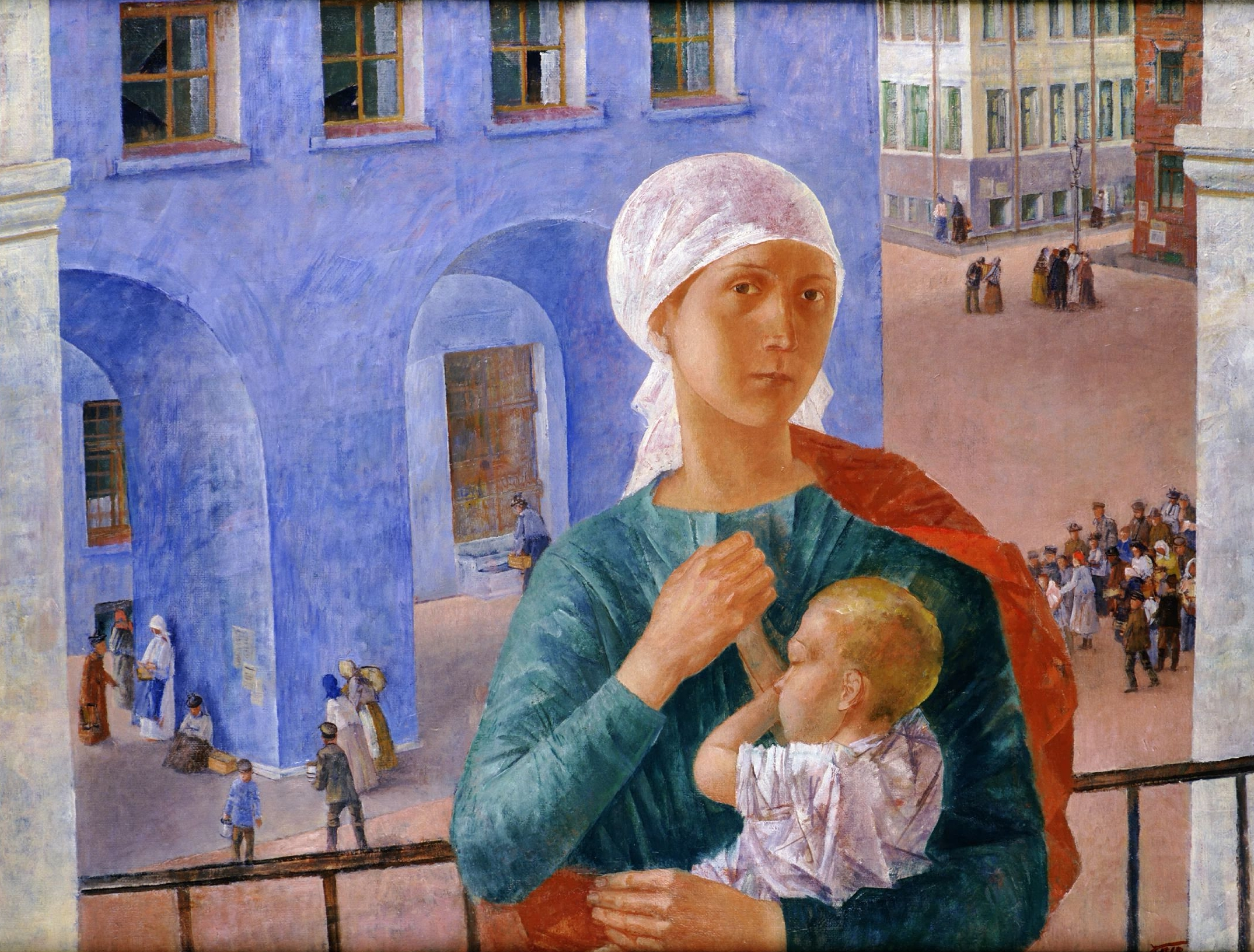
Советская Богородица, Петров-Водкин 1918 год в Петрограде. Пример экспериментального искусства.

Руководство, стремившись сделать искусство понятным более массовому зрителю решило взять под и использовать его, как средство коллективного коммунистического воспитания. Ещё в 1918 году был сформирован «Петроградский комиссариат просвещения» с отделами изобразительных, театральных и музыкальных искусств, чьи работники при участии молодых художников проводили агитационно-пропагандистскую работу с помощью искусства.
Главным художественным направлением советским руководством были провозглашены социалистический реализм и монументальная пропаганда, чьим поклонником был Ленин, вдохновлявшийся сочинением «Город Солнца» утописта Кампанеллы. Замысел Ленина заключался не только в украшении города марксистскими лозунгами, но и созданием бюстов, фигур, барельефов и групп. Открытие таких памятников в Петрограде сопровождалось празднествами. На Литейном проспекте, в Гавани и других районах в первые годы после революции сооружали временные триумфальные арки, например арка Лангбарда на аллее, ведущей к Смольному.
Вместе с этим предполагалось снятие памятников в честь царей и из слуг. В Петрограде уничтожались любые символы, связанные с самодержавием, созданные на рубеже XIX и XX веков. Новое монументальное искусство было призвано увековечить память революционеров и исторических деятелей из составленного Наркомпросом списка. Самым первым памятником в Петрограде стал памятник Радищеву. Первые памятники были выполнены из гипса и не сохранились, к примеру, сам «Радищев» упал и разбился через 5 месяцев. Первые памятники часто несли экспериментальный характер и создавались скульпторами — авангардистами и футуристами. Они могли представлять собой геометрические конструкции. Самым известным примером мечтательного проекта авангарда стала Башня Татлина, которая по задумке создателя проекта должна была достигать 400 метров в высоту и представлять собой массивную спиралевидную конструкцию, внутри которой бы вращались семиэтажные здания, где располагались бы высшие органы всемирной рабоче-крестьянской власти (Коминтерна). Проект вызвал интерес у специалистов из разных стран, башню рассматривали, как символ новорождённой советской России и символом революционного искусства. Проект также был создан как попытка привлечения внимания к стремительной смерти города в условиях военного коммунизма. В 1920-е годы на Троицкой площади предлагалось возвести 400-метровый памятник Ленину, который послужил прообразом для московского проекта Дворца советов.

### Литература

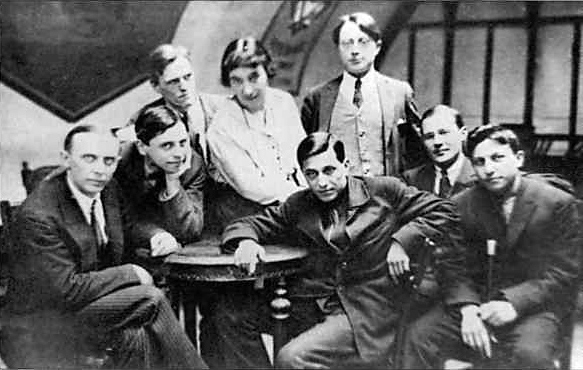
Серапионовы братья. Слева направо: К. Федин, М. Слонимский, Н. Тихонов, Е. Полонская, М. Зощенко, Н. Никитин, И. Груздев, В. Каверин

### Влияние НЭПа на культуру
В период новой экономической политики культуру, навязываемую государственной идеологией начала теснить нэпская культура, чьё направление диктовала возрождавшаяся культура потребления. В Петрограде, вместе с восстановлением денежного обращения начало открываться множество старых и новых ресторанов, клубов, обслуживавших разбогатевший класс нэпманов. Золотая молодёжь следовала последней моде, в клубах и на вечеринках танцевали пришедшие с запада модные танцы тустеп и фокстрот. Фокстрот танцевали и на улице, в клубах, школах, этот танец стал символом идеологической чуждой буржуазии. Несмотря на усиленную борьбу с буржуазными элементами на культурном поприще, в Петрограде имелось множество рекламы с модной одеждой, что побуждало девушек одеваться модно. В тот период шло ослабевание партийной пропаганды и начали возвращаться ещё до недавнего времени недопустимые дореволюционные традиции, например с 1925 года снова начали продавать новогодние ёлки. Горожане ходили не на идеологически правильные фильмы, а на комедии, импортные мелодрамы и остросюжетные фильмы. В городе ощущалось влияние низовой одесской культуры, популярными были многие одесские песни — «Бублички», «Мурка», «Кирпичики» и т. д..

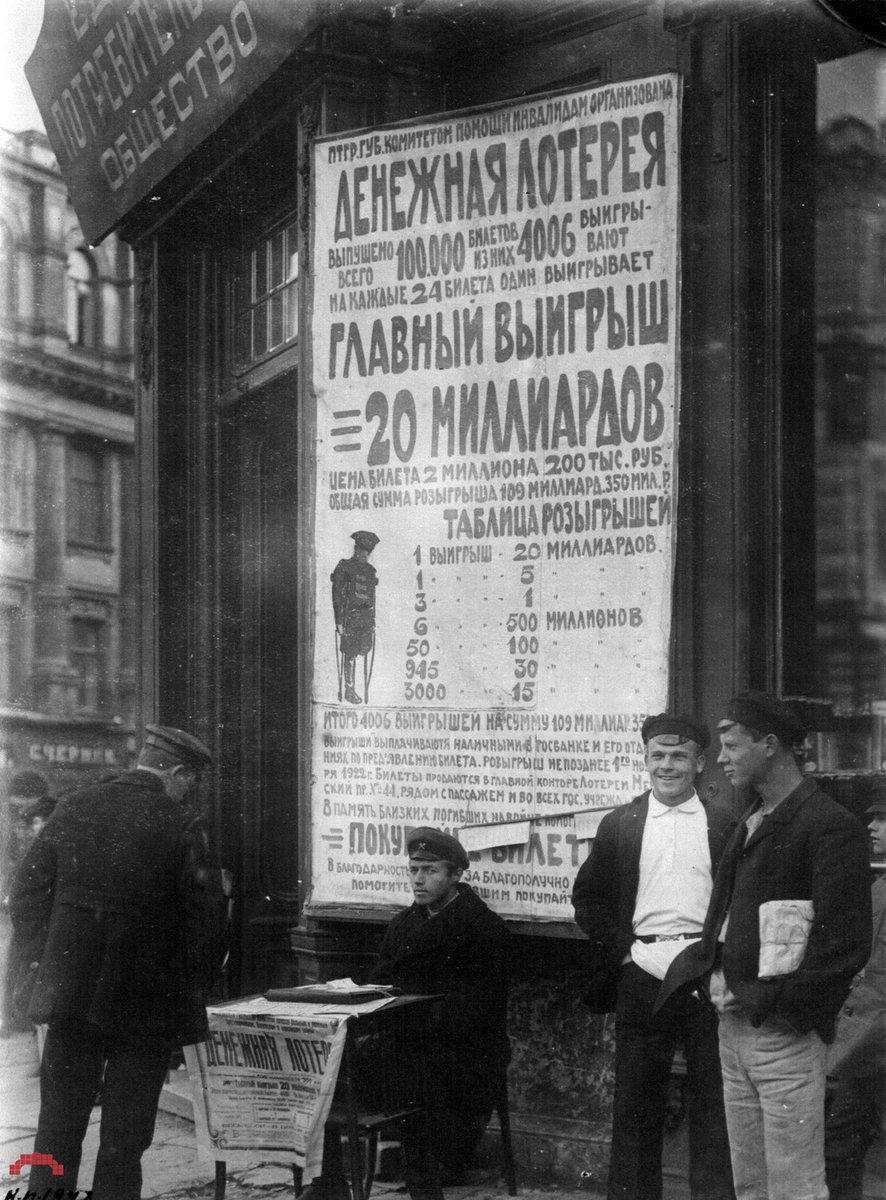
Реклама лотереи, 1921–1922-е годы

На фоне потребительского навязывания идеалов красоты и государственной пропаганды вредности этих идеалов у подростков сложилось противоречивое отношение к внешности, излишняя «пролетарскость» считалась неопрятной и бескультурной, но и излишнее увлечение модой тоже высмеивалось, и подростки стремились находить равновесие между двумя крайностями, между модой, аккуратностью и простотой. Многие комсомольцы разрывались между навязываемой государством идеей спартанского быта и навязываемой потребительством глянцевой жизнью моды, вечеринок, кино и ресторанов. Многие школьники и студенты, раздражённые назойливым навязыванием «правильного» образа жизни восхищались «упадочнической» деятельностью Есенина, который был склонен к хулиганству и пьянству и подражали ему, это явление называли «есенщиной». После смерти Есенин стал в глазах молодёжи кумиром и символом пассивного протеста против советской власти.

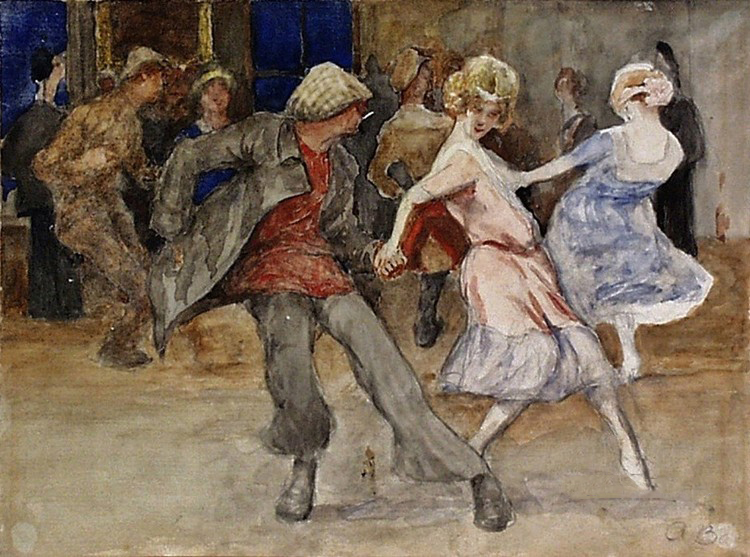
Танцы, 1920-е годы, Вахрамеев

В городе открывались многочисленные кабаки, в которых отдыхали и пьянствовали рабочие. Несмотря на многочисленные попытки советского руководства приобщить к культуре рабочих, они избирали пивные основными местами свободного времяпровождения. В городе открылось множество игорных домов, которые прикрывались помощью обездоленным. Самым известным игорным заведением стал «Сплендид-Палас». Начали появляться многочисленные чайные, рестораны и буфеты.
Расцвет культуры кооперативов в период НЭПа оказал влияние и на культурную городскую деятельность. В кооперативы начали объединяться представители культурной и научной интеллигенции, работники музеев. В кооперативы собирались например артисты, дававшие частные представления. На фоне расцвета ремесленных кооперативов, начали появляться и швейные предприятия, которые нанимали модельеров для создания новых модных фасонов обуви и одежды. Появлялись книгоиздательские кооперативы, которые занялись выпуском книжной продукции, соответствовавшей литературным и политпросветительским целям социалистического режима. Популярность кооперативов оказывала и непосредственное влияние на их культурное восприятия, кооперативщики и нэпманы становились героями представлений на первомайских праздниках, героями многочисленных шуток. В Петроградских театрах большой популярностью пользовались фильмы на тему кооперации.
На период НЭПа в Петрограде пришёлся расцвет травести культуры, на который повлияло не только улучшение благополучия населения, но и ускоренный процесс эмансипации, пришедший вместе с советской властью до сталинского консервативного отката. В городе среди определённых кругов популярностью пользовались женские имперсонаторы — мужчины, игравшие женских персонажей. В городе начала 1920-х годов действовали разнообразные гей- и травести-клубы. В Петрограда была устроена постановочная гей-свадьба, ставшая тогда сенсацией.

### Образование
В годы военного коммунизма без работы оказались профессора, учителя и учёные. В условиях творившегося хаоса и отрицания прежней системы, в том числе и образовательной, многие учебные заведения перестали работать или существовали в условиях жёсткого недофинансирования. Учителя и учёные рассматривались, как часть враждебного класса, над ними издевались, отвлекали от работы трудовыми повинностями, сажали под аресты, постоянно вторгались в их квартиры. В Петрограде в годы гражданской войны почти не осталось студентов, многие из них сбежали. Осознав, какой вред преследование учёных и преподавателей может принести научным и учебным учреждениям, им начала оказываться государственная помощь, тем не менее научная интеллигенция оставалась в бедственном положении, и реальное улучшение её жизненного положения началось к середине 1920-х годов. К 1921 году в Петрограде перестали действовать школы, училища и гимназии.

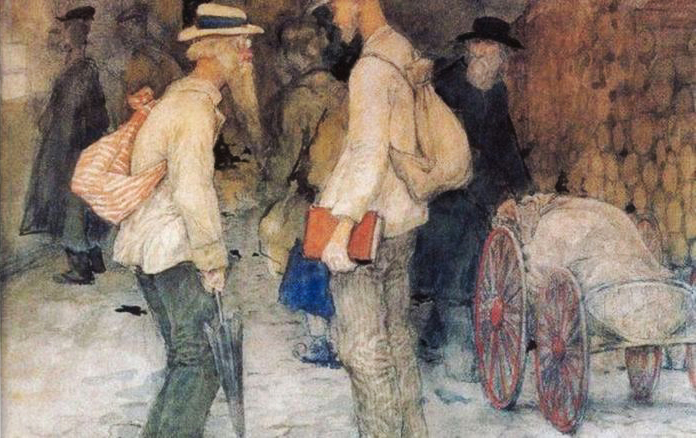
Академики стоят за пайком, 1922 год, Вахрамеев

На фоне возрождения рыночной экономики, в Петрограда начала налаживаться система образования и система подготовки квалифицированных кадров. Силами кооперативов были созданы техникум и институт, где готовили кадры для потребкооперации. Петроград в этот период стал главным центром подготовки технических и экономических кадров в стране. Государство для подготовки профессиональных кадров учредило Северо-Западный институт управления. В Петрограде открывались кустарно-ремесленные школы ВСНХ для подготовки новых мастеров.
В Петрограде с момента революции продолжали существовать школы, которые получали из госбюджета дотации, но их финансирование почти прекратилось в годы НЭПа. Центральную роль в организации школьного образования играли школьные кооперации, видевшие в образовании возможность подготовки требуемых кадров. Кооперации сыграли важную роль в налаживании народного образования. Сами школьники становились членами школьных кооперативных кружков с собственными уставами, цель таких кооперативов заключалась в подготовке детей к торговой деятельности и обучении тонкостям денежного оборота. Ученики могли заниматься продажей канцелярских предметов в школах, содержать буфеты и снабжать других детей завтраками, они также занимались благотворительной деятельностью, например собирали травы для аптек. Учащиеся старших классов могли проходить практику в кооперативных предприятиях.
К концу 1925 года в Ленинграде работало 214 школ и в 100 из них были сформированы ученические кооперативы, городские власти увидели в кооперативах угрозу взращивания нового поколения враждебного социализму класса, учитывая, что 78% детей — членов кооперативных кружков были выходцами их семей служащих и только 15% рабочих. Уже после 1925 года деятельность кружков начали ограничивать, запрещали заниматься торговлей.

## Население
Первые годы советского правления сопровождались быстрой убылью населения за счёт массового бегства, высокой смертности и низкой рождаемости. Если в 1916 году в Петрограде жило 1 415 700 человек, то к 1920 году — уже 722 229, что есть число жителей сократилось вдвое. После окончания гражданской войны с 1921 года снова наметился рост населения, который к 1923 году достиг 1 067 000 человек. После введения НЭПа, население Петрограда начало стремительно расти во многом за счёт возвратившихся.

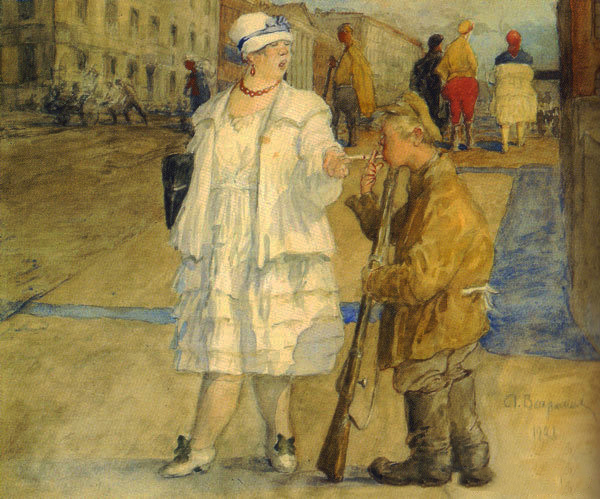
Мальчик прикуривает у служащей, 1921 год, Вахрамеев

В годы гражданской войны из-за сильного дефицита одежды, люди носили изношенную одежду. В годы военного коммунизма большевики открыто призывали к классовой ненависти, грабить и совершать насилие над бывшими привилегированными классами, которые стремились не надевать «буржуйскую» одежду, чтобы не выделяться из толпы. Вместе с введением НЭПа и восстановлением городской жизни, петроградцы начали снова одеваться приличнее и следить за внешностью и модой.
С 1920-х годов росло благосостояние жителей, если в 1922 году член рабочей семьи употреблял в среднем 18 килограммов мяса, а в семье служащего — 33 килограмма, то в 1925 году соответственно — 55 и 65 килограммов. Вместе с введением НЭПа и стремительным ростом населения, росло и количество безработных, на некоторые рабочие места могли претендовать по 12 человек.
По данным переписи за 1926 год среди более 900 000 жителей более 785 000 были русскими, крупнейшим национальным меньшинством были евреи, составляя более 40 000 человек, далее шли поляки (> 17 000), белорусы (> 10 000), эстонцы (< 10 000), украинцы (> 9000), немцы (> 8000), латыши (> 7000), татары (> 5000) и т. д.. В Петрограде также жила китайская диаспора, состоявшая из 10 000 человек, привезённая к 1917 году в качестве низкоквалифицированной рабочей силы для строительства и работы на фабриках. Многие из них в условиях послереволюционного кризиса потеряли работу и сформировали этнические банды.

### Городские классы
В Петрограде после упразднения дореволюционного классового неравенства начала устанавливаться новая классовая иерархия. Формально самой представленной группой были рабочие или пролетариат, которые хоть и жили в тяжёлых условиях, но пропагандой объявлялись самым привилегированным классом. Они получали лучшие пайки, чем «буржуазия». Прежде всего для них организовывалось общественное питание и огородничество.

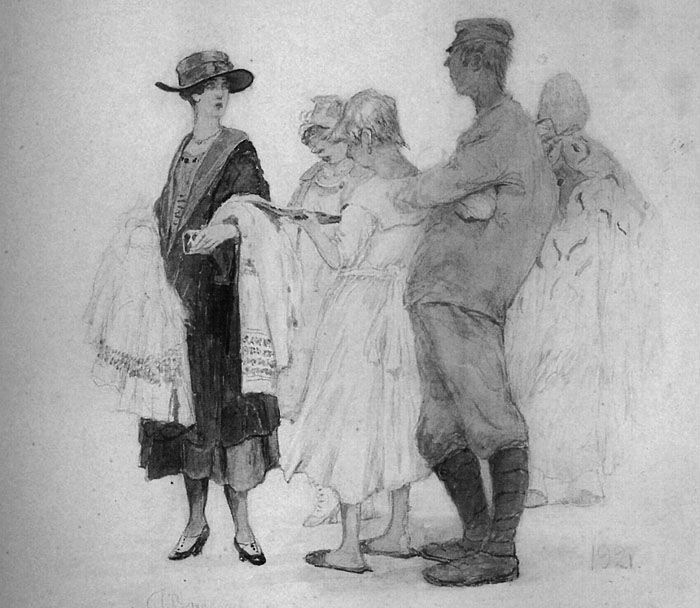
Торгующая интеллигентка, 1921 год, Вахрамеев

В городе сформировалась новая элита, состоявшая из партийных работников или комиссаров. Они обладали иммунитетом к преследованию за правонарушения, занимались спекуляцией, взяточничеством, вымогательством. Некоторые госслужащие шли на вопиющие злоупотребления властью, например известен случай почти удачного захвата медицинского учреждения для переустройства его в казармы с целью мести начальнику больницы. Новая элита носила кожаные френчи, как знак принадлежности к привилегированной группе, перемещались по городу на автомобилях для личных целей или устраивали гонки на лошадях в годы военного коммунизма в условиях острой нехватки гужевого транспорта. Партийным чиновникам запрещалось веровать, хотя многие из них делали это тайно. Представители военного ведомства имели привычку заселять самые лучшие квартиры, приводить их в негодное состояние и переселяться в другие роскошные квартиры.

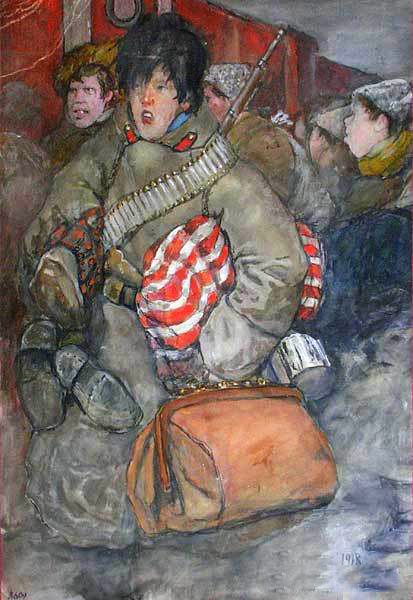
Демобилизованные, 1918 год, Вахрамеев

Значительная часть населения была представлена «бывшими», к которым причисляли не только буржуа, но и бывших дворян, мещан и чиновников старого режима. Они объявлялись враждебным классом. Некоторые бывшие сумели сохранить своё привилегированное положение, заимев связи с новой элитой. В годы военного коммунизма они оказались в самом бедственном положении. Многие деятели культуры, преподаватели, учёные, если не сбежали после революции, то умерли от города во время гражданской войны. В тот период советская власть ненавидела интеллигенцию, причисляла к «буржуям» и подвергала красному террору. Те, кто избежал такой участи объявлялись самой бесправной группой, они получали наименьший паёк, на них налагались ограничения в предпринимательской деятельности, их счета в банках замораживались, у них насильно изымали ценные предметы. Бывших облагали трудовой повинностью, привлекали к грязным и тяжёлым работам, например чистке города или очистке отхожих мест. В годы НЭПа за «буржуазное» и «мещанское» поведение не преследовали, наоборот оно выступало для властей идентификатором «чуждых» и «враждебных» слоёв общества.
В эпоху НЭПа в Петрограде появился новый класс — нэпманы, люди, разбогатевшие на торговле или промышленном деле. Нэпманы не были наследниками старой буржуазии и имели самое разнообразное происхождение — многие из них были выходцами из рабочей среды, ремесленниками, а также торговцами — мешочниками, сколотившими состояние ещё в эпоху военного коммунизма. Сами представители дореволюционной буржуазии к тому моменту либо сбежали за границу или были готовы заново начать дело при условии падения советского режима. Многие из нэпманов принадлежали к партийной элите. Коммунистическая партия враждебно относилась к таким людям, называя их перерожденцами — людьми, предавшими свои идеи и свой класс. Партийная элита пропагандировала враждебный образ нэпманов, проводила политику социальной сегрегации в их отношении и усиленно привлекала их по уголовным делам.
Немаловажную роль в городском сообществе играли ремесленники, которые оставались одним из старейших сословий с момента основания Петербурга. Они продолжали свою деятельность и в годы военного коммунизма. Их расцвет пришёлся на НЭП. Даже в эпоху НЭПа ремесленники были чрезвычайно бедными и жили на прожиточном минимуме. Отношение к ремесленникам было противоречивое, их могли причислять к враждебному классу, буржуазному пережитку, но и признавать частью пролетариата, отношение к ремесленникам было однозначно лучше, чем к торговцам. Отсутствие чёткого классового статуса и льгот, как у рабочих делало эту городскую группу самой социально уязвимой. Они часто не выплачивали налоги и чаще всего становились целью для выселения за неуплату квартплаты.

### Женская эмансипация

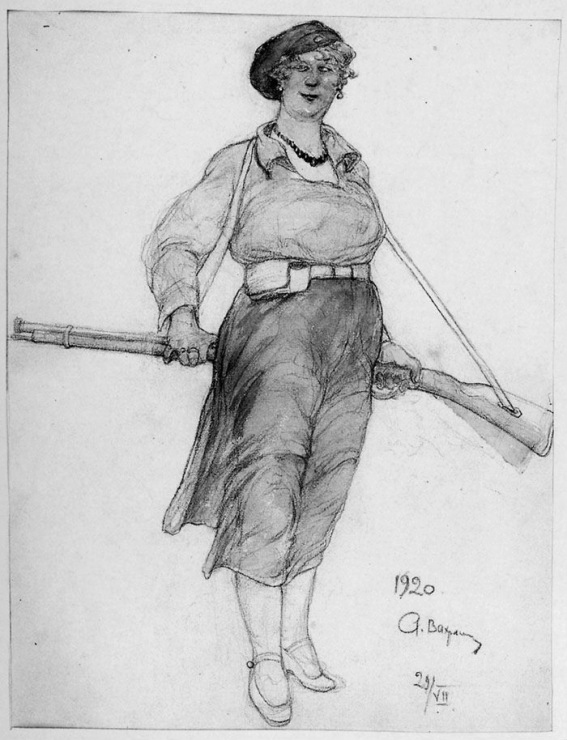
Милиционерка, 1920 год, Вахрамеев

Постреполюционный пероиод сопровождался достижениями в установлении гендерного равноправия. Женщины наделялись равными с мужчинами правами и обязанностями, в том числе налагались рабочей повинностью. Руководство предпринимало меры, чтобы освободить женщин от бремени домашнего хозяйства, для этой цели открывали ясли для малышей, фабрики-кухни.
Проводимая антиконсервативная и антирелигиозная советская политика и массовая мужская смертность, превратившая многих женщин во вдов нанесла серьёзный удар по сложившемуся институту брака и гендерным ролям, повысив самостоятельность женщины. Стали возможными многие ещё недопустимые до революции явления, например многие мужчины расписывались по несколько раз, имея официальных и гражданских жён, в городе начало появляться множество матерей — одиночек, которые далеко не всегда были вдовами. Шло сексуальное раскрепощение женщины, в результате освобождения интимной жизни от нравственного диктата церкви. Вместе со сменой власти в прошлое уходили многие моральные запреты, женщинам становилось допустимо заниматься добрачными отношениями. 
В 1917 году женщинам впервые позволили носить брюки и мужские костюмы. Продвижение пролетарской эстетики позволило выразить себя маскулинным женщинам, которые носили мужские элементы одежды и курили папиросы. Некоторые женщины начали впервые загорать, так как ушли в прошлое нормы приличия, требовавшие от женщины сохранять белизну кожи, всячески укрываться от солнца. Также стало допустимо женщинам частично обнажать своё тело при отдыхе на пляже, появились трикотажные купальники.
С одной стороны молодое поколение допустимо относилось к добрачном сексу, однако такое отношение оставалось ханжеским, таких девушек обвиняли в распущенности и возлагали на них вину в случае сексуального насилия или внебрачной беременности. Начали распространяться аборты. Несмотря на стремление государственной идеологии уравнять женщин в правах с мужчинами, христианская и дореволюционная мораль играла крайне важную роль в жизни большей части населения, которые воспринимали женщин-работниц, как противоречившее моральным нормам явление. Работницы получали худшие зарплаты, становились постоянными жертвами сексуальных домогательств. Общежития представляли для женщин чрезвычайно враждебную среду.
Многие женщины-вдовы начинали самостоятельно работать и зарабатывать без помощи, идти в кооперативы. Лишь треть женщин в кооперативах имели мужей. В промкооперациях женщины составляли 58% членов, швейная промышленность могла включать исключительно женщин, мужчины преобладали в деревообрабатывающих и механических артелях.

## Экономика
До Революции Петроград был центром промышленности, но и торговым центром, включённым в международную торговлю. В городе работало множество банков, кредитных сообществ, ломбардов, множество разнообразных торговых заведений и заведений общепита. Революция и гражданская война нарушила эту отлаженную систему, оставшаяся в городе экономика продолжила существовать в условиях ужесточённого государственного контроля, и борьбы с частной торговлей. Советский Петроград начал своё существование в условиях краха российской финансовой системы. Ещё в 1916 году в Российской империи было нарушено продовольственное обеспечение населения в свете упадка сельского хозяйства и разрушения транспортной системы. Деньги обесценивались и наступил товарный голод. После революции большевики начали проводить политику военного коммунизма с целью подчинения государству всей экономики и искоренения частного предпринимательства.

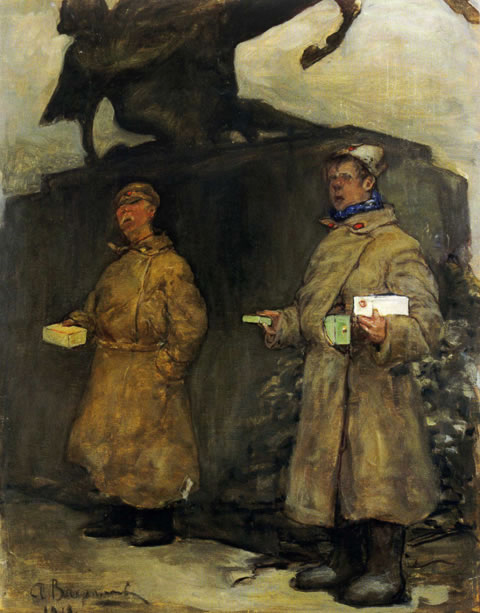
Торгующие солдаты на Аничковом мосту, 1918 год, Вахрамеев

Петроград существовал на поставке продовольствия по воде и железным дорогам. Гражданская война и политика военного коммунизма нарушили логистическую цепочку, предприятия перестали получать сырьё в нужных размерах, заводы из-за недофинансирования начали приходить в упадок, в городе начал быстро истощаться паровозный парк и судовой парк, ещё пуще ухудшая ситуацию с логистикой. В то же время в городе начинал процветать чёрный рынок. Политика военного коммунизма обернулась экономической и продовольственной катастрофой, после окончания гражданской войны в Петрограде прокатилась война рабочих забастовок. Кронштадтский мятеж, произошедший в 1921 году, сопровождался очередной волной забастовок петроградских рабочих и продемонстрировал острую необходимость отказа от политики военного коммунизма и перемены экономического курса.

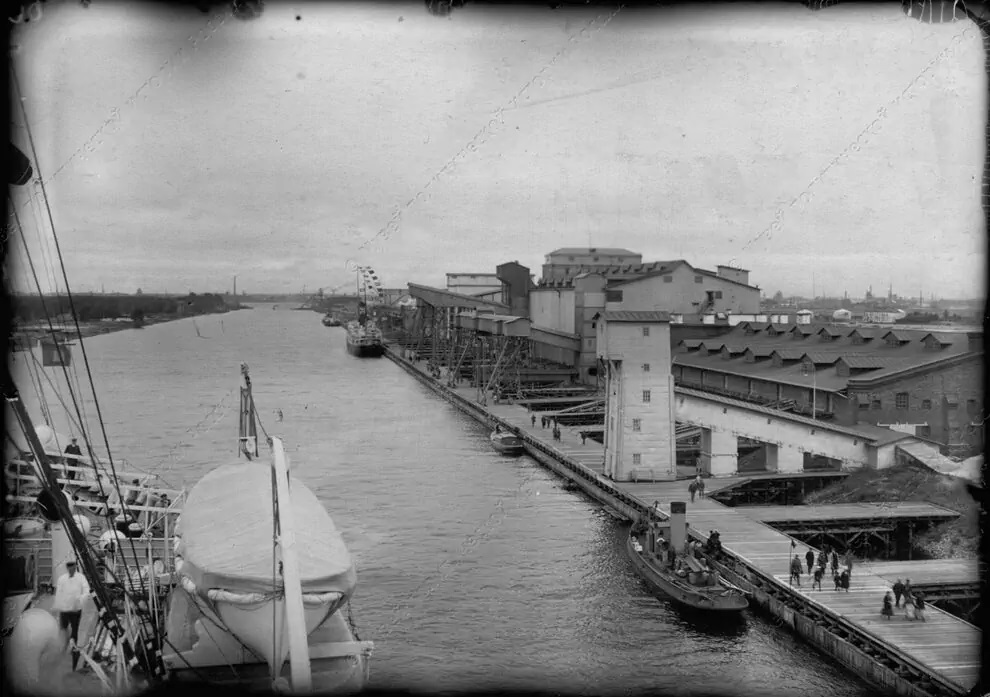
Ленинградский морской торговый порт, 1926 год

На этом фоне была принята новая экономическая политика — целью которой было возрождение частной экономики, но под контролем государства. В Петрограде отныне позволялось вести частную торговлю, люди могли объединяться в кооперации. Начала возрождаться культура потребления. В период НЭПа в Петрограде начал появляться новый разбогатевший класс предпринимателей и торговцев — нэпманы, с одной стороны советское руководство их презирало, с другой стороны стремилось установить жёсткий контроль над их частным капиталом в своих хозяйственных учреждениях.
В условиях относительно свободной рыночной экономики шло активное накопление частного торгового капитала, превысившего в 7–8 раз капиталы Центросоюза. Для роста торговли и промышленности восстанавливались кредитные учреждения и банки, которые позволяли выработать нормы бюджетного права и создавать систему денежных налогов. Были налажены связи с иностранными банками и переводные операции за границу. Тем не менее иностранцы не охотно инвестировали в Петроградскую промышленность. НЭП однако не сумел излечить крайне расстроенное денежное обращение. Шла быстрая инфляция, отчего многие предприниматели предпочитали вместо денег обмениваться продукцией в том числе поставлять её в банки, заваливая финансовые учреждения дровами, мукой и железом. В 1921 году только 13,8% заработной платы выплачивалось деньгами, а остальное — чаще всего продовольственными продуктами — мукой, маслом, сахаром и т. д.. Хотя в 1920-е годы шло активное восстановление денежного обращения, многие работники заводов получали зарплаты с задержками. Дальнейший рост рыночной экономики требовал решить проблему денежной системы, для чего была введена система параллельных валют — совзнаков и червонцев. Совзнаки обесценивались и постепенно заменялись червонцами, курсы червонцев обновлялись государственным банком. После их эмиссии, вводились казначейские билеты. К 1924 году, вместе с решением финансового, топливного и сырьевого кризиса наметились предпосылки к стабилизации денежной системы. Повысилась покупательская способность населения.
Уже в 1923 году в условиях возрождавшейся рыночной экономики возник первый кризис, спровоцированный ускоренным ростом цен на товары и ударивший по промышленности и кооперации. Увидев потенциальную политическую угрозу со стороны частных кооперативов и предприятий, государство начало усиливать на них давление. Была развёрнута компания по вытеснению частного дела. К 1924 году государство начало вводить обязательные фиксированные цены на многие товары первой необходимости, нанося вред частной торговле и кооперации.
Вместе со сворачиванием политики НЭПа началась политика по сворачиванию кредитования обществ. Сложившаяся рыночная экономика начала разрушаться, государство взяло курс на построение централизованной промышленности. На завершающей стадии НЭПа появились предпосылки к большевистской индустриальной реконструкции, в результате крупных денежных эмиссий происходила усиленная инфляция.

### Торговля в период военного коммунизма
Практически сразу после октябрьской революции, новая власть начала ограничивать и запрещать частную торговлю. Частная торговля рассматривалась, как атрибут буржуазии, а торговцы причислялись к враждебным нерабочим элементам. Новая власть ставила перед собой цель прежде всего обеспечить продовольствием красную армию и начала вносить разлом в отлаженную логистику и систему снабжения, провоцируя массовый голод в Петрограде. Город стал центром борьбы с частной торговлей.

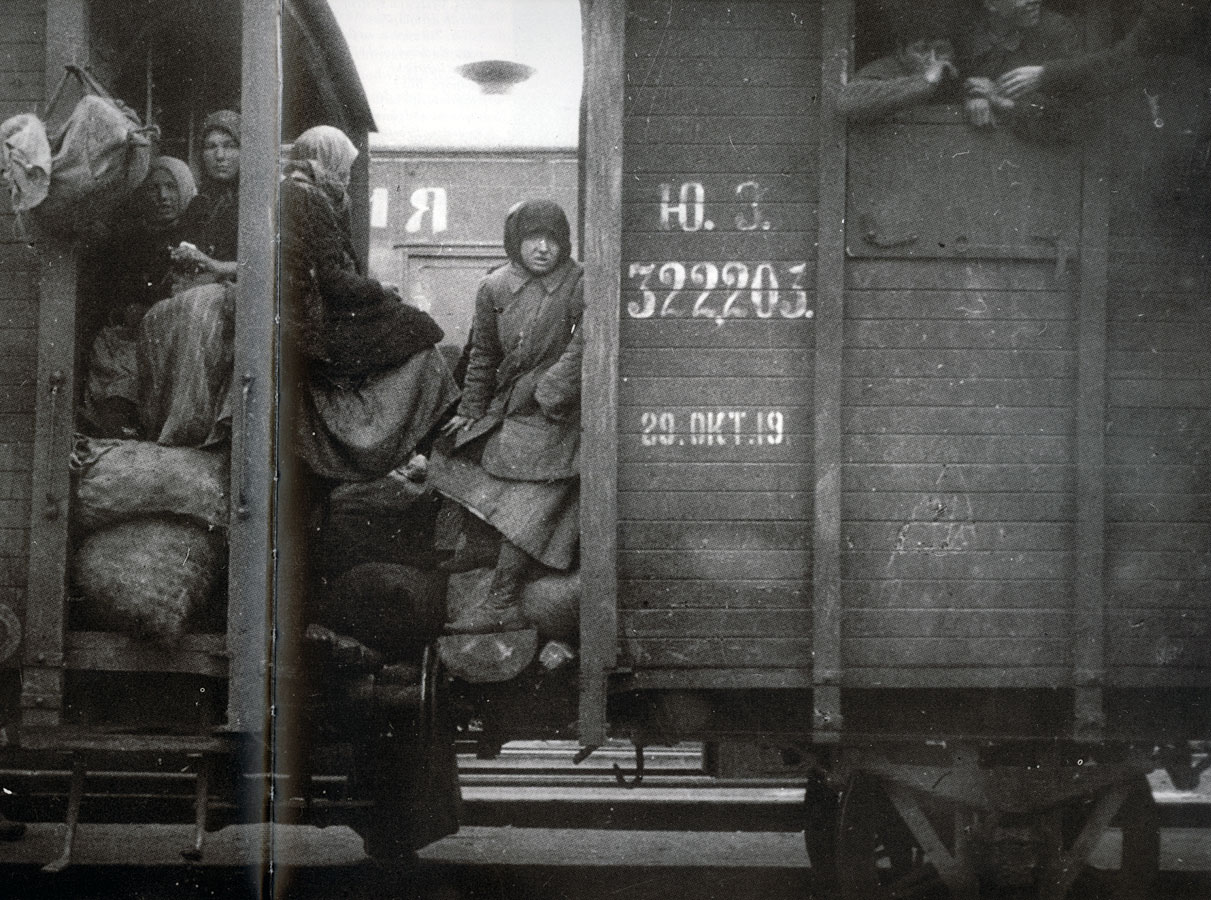
Мешочники играли важную роль в подпольной торговле эпохи военного коммунизма.

Под предлогом обвинения в спекуляции, власти начали без разбора преследовать торговцев, часто отбирали у них товары, отлавливали их, избивали на улицах, поощряли их грабежи. Только в 1920 году в рамках очередного рейда властями было разграблено около 6000 магазинов. Тем не менее при любых предпринимаемых попытках борьбы с ними, торговцы оставались на улицах и большая их часть ушла в подполье. Такие радикальные меры в борьбе с торговлей не привели к нужному результату. От неё пострадали самые бедные слои населения, обострился голод, а торговля перенеслась вне рынков.

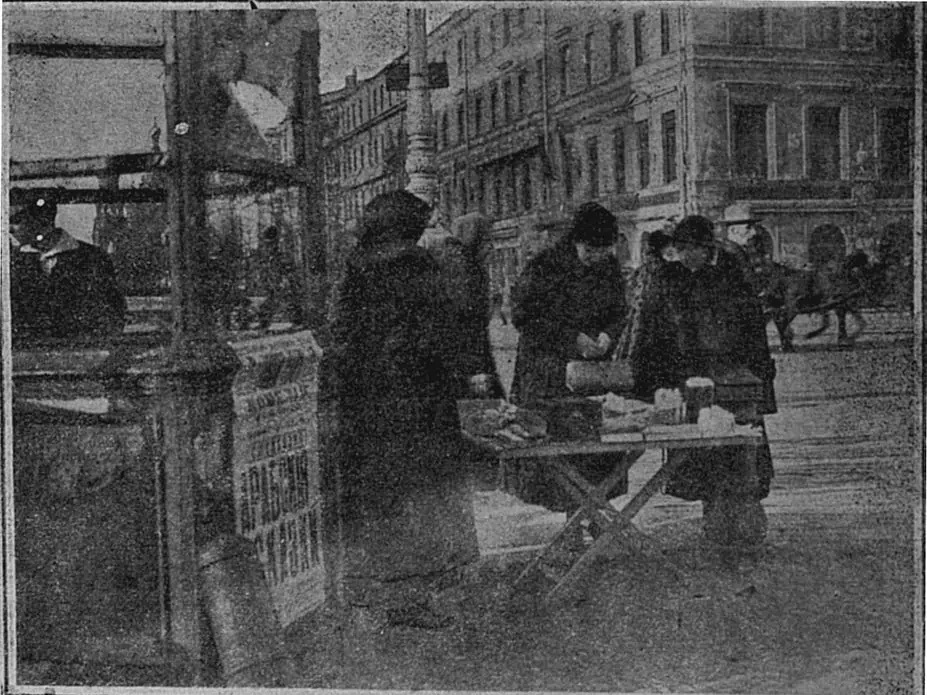
Уличная торговля на Невском, 1918 год

Популярным видом торговли стала закупка у «мешочников» — прибывавших с мешками товаров на поездах из других губерний торговцев, которые продавали товары на станциях и затем снова уезжали, таким образом ведя торговлю с пониженными рисками. Во многом благодаря мешочникам многие горожане не умерли от голода. Мешочничество стало основным способом доставки продукции и пропитания в Петроград из других городов России. Каждые очередные запреты только провоцировали рост цен, увеличивали контрабанду и теневую торговлю. Многие частные торговые предприятия национализировались, торговцев было запрещено финансировать, те заведения, что ещё работали, не имели права закупать товары у частных лиц. Это было сделано с целью пресечения возможности стачки торговцев.
Государство было намерено наладить новую, подчинённую новой идеологии систему распределения продукции, но в условиях гражданской войны, отсутствия чёткой организации и политической нестабильности это было трудно воплотить. В рамках этой новой системы население получало продовольствие по карточкам в зависимости от классового происхождения и продукты по фиксированным ценам. В товарообмене могли бы участвовать крестьянские кооперативы, в которых крестьянами предполагалось продавать излишки овощей в обмен на товары по фиксированной государством неденежной товарообменной схеме, но такая схема оказалась нежизнеспособной. Фактически роль товарного обмена между городом и селом переняли «мешочники». Получаемой по карточкам еды было недостаточно для выживания, и рынки оставались главным условием для спасения от голодной смерти. Часто горожане не получали предназначенную еду.
Система распределения работала неэффективно из-за массового воровства продукции советскими служащими для перепродажи продуктов на чёрных рынках или вывоза за пределы Петрограда. Даже при том, что власть стремилась закрепить за торговцами образ корыстных спекулянтов, именно советские работники, распределявшие товары стали главными врагами в массовом сознании. Целые вагоны с товарами для распределения оказывались на чёрных рынках, была налажена коррупционная цепочка, в которой были задействованы производители продукции, прод-органы, занимавшиеся распределением товаров и госслужащие с целью денежной наживы на разнице между фиксированными и спекулятивными ценами на чёрном рынке.

### Торговля в период НЭПа
В эпоху НЭПа частная торговля была снова разрешена, что было одним из главных факторов в восстановлении городской жизни и благополучии населения. Каждый гражданин по достижении 16 лет имел право торговать любыми продуктами или предметами на рынках, лавках, базарах, а также мог открывать и обслуживать магазины, кафе, рестораны или арендовать здания, помещения или транспорт. Появилось множество торговцев, в основном вкладывавшихся в продажу табака или продуктов питания. В городе начали появляться акционерные сообщества, товарищества с ограниченной ответственностью и другие формы кооперации. В торговле было задействовано множество женщин. В Петрограде начала появляться реклама, хотя в основном государственная, рекламировавшая государственный предприятия и заводы. Популярностью пользовались стихотворные объявления.
Восстанавливались утраченные в эпоху военного коммунизма торговые связи, для чего была восстановлена биржевая торговля, которая охватывала половину торгового оборота. Здание новой биржи располагалось в доме на Тучковой набережной Васильевского острова. Это место стало самым оживлённым в Петрограде. Вернулась традиция продажи доверенным покупателям в кредит. Разбогатевшие торговцы могли уже вкладывать деньги в промышленность.

К середине 20-х годов потребительская кооперация играла уже главную роль в розничной торговле, хотя оптовая торговля почти на 80% оставалась в монополии государства. Крупнейшими центрами потребительской кооперации стали Пассаж и Дом ленинградской торговли. В Кузнечном переулке началось строительство крупного рынка, как нового центра городской торговли и чей вход украшали колоннами и скульптурами, хотя сам рынок был достроен в 1927 году, он не стал новым центром торговли вместе со сворачиванием НЭПа.

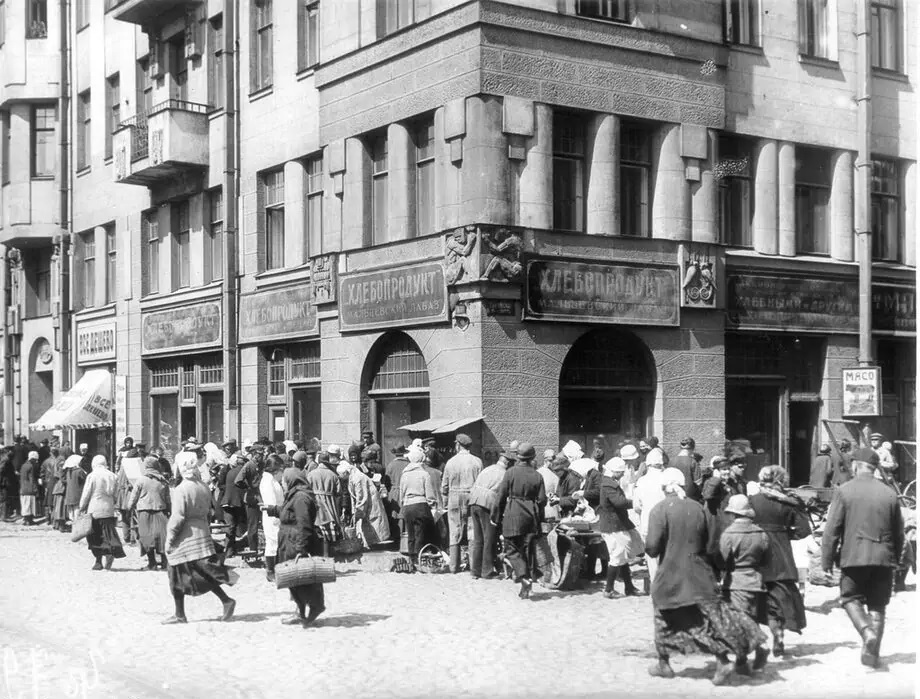
Рынок на углу Греческого проспекта и улицы Некрасова

Налаживалась логистика Петрограда с северо-западным регионами, сельские кооперативы поставляли в город основную массу пищевой продукции. Петрогубкоммуна и затем Петроградское единое потребительское общество (ПЕПО) выполняла роль главной конторы крупной торговой-заготовительной организации, занимавшейся перевозкой товаров и сырья между Петроградом и остальными регионами РСФСР, которая могла осуществлять свою деятельность благодаря отремонтированным паровозам и вагонам, тем не менее железные дороги пребывали ещё в плачевном, но пока рабочем состоянии, не хватало товарных вагонов. В 1921 году в Петроград начали прибывать первые зарубежные торговые суда, привозившие преимущественно сахар. Боясь роста контрабанды через Финляндию, руководство стразу установило монополию на внешнюю портовую торговлю.
В середине 1920-х годов вместе с раскрытием потенциала НЭПа, заметно выросло количество торговцев и предпринимателей, однако они начали испытывать усиленную конкуренцию со стороны кооперативов, это в свою очередь также побуждало раннее независимых торговцев объединяться в частные кооперативы. Уже в 1926 года была запущена политика по вытеснению частных торговцев.

### Промышленность
После революции Петроградская промышленность продолжила существовать в условиях строгой централизации, предприятия подлежали национализации и прежде всего работали на нужды красной армии и обороны Петрограда. Начала внедряться отраслевая система и формироваться жёсткая иерархия в структуре управления. Вместе с разрушением налаженной торговли, фабрики столкнулись с острым дефицитом сырья. На предприятиях шло массовое воровство материалов и инструментов для их перепродажи на чёрном рынке. Массовое разграбление происходило и в зданиях комиссий их же работниками. Новая власть позволяла бывшим начальникам фабрик править фабриками на правах технических консультантов, однако большая часть из них сбежала, не желая наблюдать за крахом своих предприятий. В условиях запрета свободного денежного обращения, крайней централизации товарно-денежных отношений и централизации экономического управления крупная промышленность встала. Встали и петербургские верфи, обсуждалось их закрытие. Новые механизмы для судов начнут производиться только к началу 1930-х годов. 

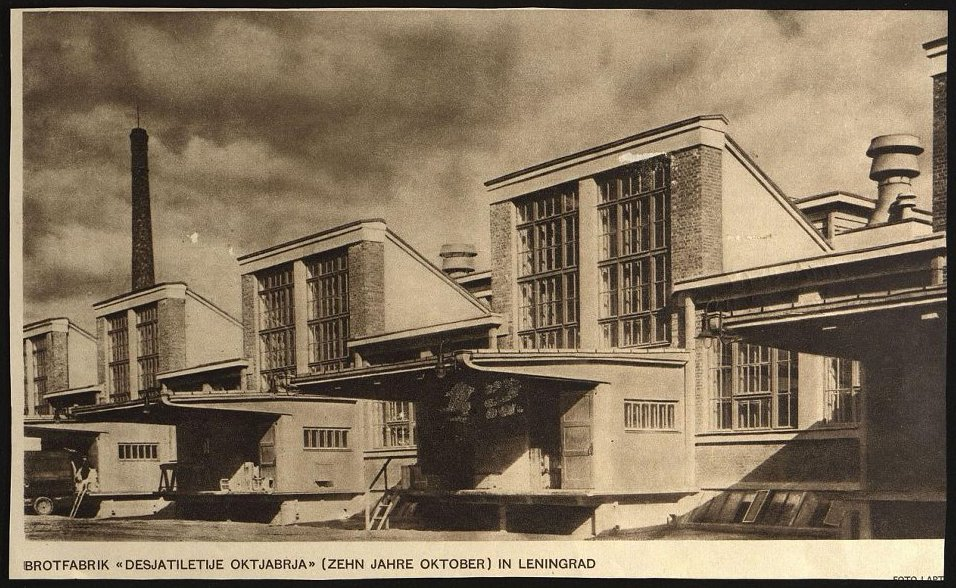
Хлебозавод «10-летие Октября», 1927 год

В условиях военного коммунизма произошло сокращение всей промышленности более, чем на половину, она продолжала только деградировать на протяжении всей политики военного коммунизма, а рабочие как правило недополучали пайки, итогом чего стал сильный рост протестных настроений с 1919 года среди рабочих. В 1920 — 1921 годах в городе полностью встало производство. Вместе с приходом к руководству советской власти, был принят закон о восьмичасовом рабочем дне, что было достижением для рабочих, многие из которых до революции трудились на фабриках по 12 часов в день и не существовало охраны труда. Также сокращался разрыв в заработной плате квалифицированных и неквалифицированных рабочих.

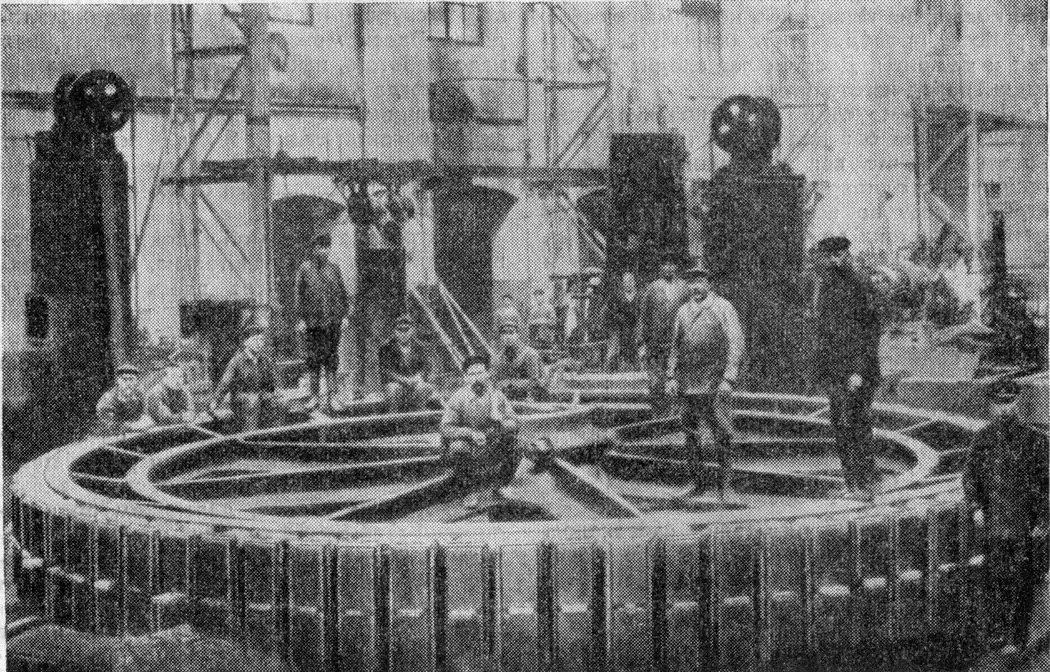
Электросила, 1925 год

К началу 1920-х годов мелкие предприятия, избежавшие национализации начали производить первые товары. В тот период горожане использовали товары широкого потребления, оставшиеся с дореволюционных времён, но они уже к началу 1920 годы были в основном истрачены. Вновь заработавшие с началом НЭПа заводы столкнулись с острой нехваткой топлива из-за чего производство могло вынужденно останавливаться. Срочно закупался уголь за границей. До революции уголь на заводы ввозился в основном из Англии, городу надо было наладить поставку топлива из других регионов. Топливный кризис был преодолён в 1923 году. Было восстановлено производство паровозов, начали производиться турбины и тракторы.
В эпоху НЭПа большая часть предприятий была переведена на хозяйственный расчёт. Власти денационализировали промышленные предприятия мелкого и среднего размера, передавая их в аренду частным предпринимателям, которые арендовали помещения заводов, например обувную, бумаго-прядильную фабрики, пивоваренные заводы и начали массово производить в основном товары народного спроса. В условиях минимального государственного вмешательства начался и быстрый промышленный рост. За три года с начала введения НЭПа их производство достигло показателей 1913 года. Опорой для возникновения нового частного предпринимательства становились кооперативы. Многие предприятия лёгкой промышленности оставались государственными и начали испытывать сильную конкуренцию со стороны ремесленников — оперативников. Предприятия имели право продавать часть своей продукции по рыночным ценам или как правило платили продукцией рабочим в связи с гиперинфляцией. В 1920-е годы стали открываться уникальные для данного периода предприятия общественного питания — фабрики-кухни, призванные освободить женщин от обязанности готовить дома, а также оперативно обеспечивать пропитанием сотни работников.
Недостаток рабочих рук восполнялся за счёт прибывавших в город крестьян. К 1925 году был достигнут довоенный уровень всей городской промышленности. Тем не менее нэпманы не охотно вкладывались капиталы в промышленность из-за повышенных рисков и недостаточного опыта в ведении промышленного дела. В промышленности не было здоровой предсказуемости. Партийные чиновники часто пользовались своим положением, чтобы шантажировать предпринимателей и брать с них взятки через подряды.

### Кооперативы
Кооперативами в социализме назывались разнообразные добровольческие объединения и предприятия. Члены кооперативов назывались пайщиками. Многие кооперативы представляли собой ремесленные артели. Другие кооперативы включали в себя объединения торговцев или людей, оказывавшихся те или иные виды услуг. Созданная ремесленниками или «кустарями» продукция составляла конкуренцию государственной промышленности, отчего ремесленники часто воспринимались как враждебный элемент. Деятельность кооперативов была разрешена и даже поощрялась в эпоху НЭПа. Уже почти сразу после введения данной политики, в Петрограде начался процесс постепенного насыщения товарами, рыночные связи восстанавливались с непосредственным участием ремесленных цехов.

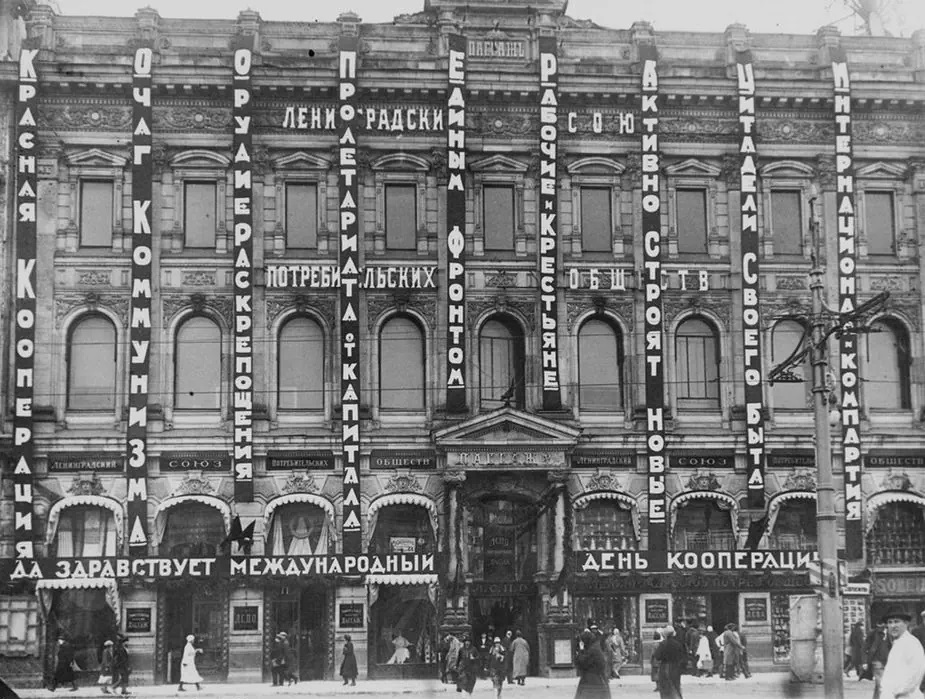
Пассаж, международный день кооперации, 1925 год

В 1920-е годы вместе с ростом городского населения стремительно росла и безработица. Это было связано с тем, что люди не могли найти подходящую работу по специальности, в итоге эти люди начали массово объединяться в кооперативы. Это были ремесленные цехи, профессиональные объединения (например, конторы юристов), пекарни, предприятия по предоставлению услуг (например парикмахерские) и т. д.. В кооперативы объединялись торговцы, для совместной торговой деятельности и совместной закупки товаров.
Вместе с открытием банков, кооперативы могли брать кредиты. К 1924 году в Петрограде работало 550 потребобществ и сотни тысяч пайщиков. В кооперативы часто входили студенты, занимавшиеся торговлей. Стиралась грань между кооперативами и мелкими предприятиями. Многие кооперативы вырастали в полноценные предприятия. Власти по-прежнему враждебно относились к кооперативщикам, причисляя их к нетрудовому элементу и например отвлекая от ремесла трудовыми повинностями или запрещая менять место работы.
Начиная с середины 1925 года представители власти взяли курс на выдавливание из Петрограда частного капитала, они выступали за укрупнение и централизацию имевшихся кооперативов, чтобы установить над ними контроль и разорвать связь кооперации с частной торговлей. Начала проводиться насильственная политика укрупнений и объединений, которая вредила кооперациям, так как проводилась в спешке, хаотично, по случайному принципу. Другая часть кооперации подлежала ликвидации. Многие ответственные посты в кооперативах начали отдаваться членам РКП. Образованные в рамках укрупнений и поставленные под контроль кооперативы работали не эффективно и в убыток. Этот опыт укрупнений начал вскоре применяться в Москве. На фоне сворачивания НЭПа, оставшиеся свободные кооперативы ударились в торгово-коммерческую деятельность. В городе начали действовать огромные кооперативы с десятками тысяч членов, некоторые из которых начали представлять огосударствленные хозяйственные структуры. На фоне начала сворачивания НЭПа, от кооперативов требовали снижать цены на продукты, что провоцировало убытки и инфляцию. Кооперативы начали душить раздутые управленческие аппараты, внутри кооперативов из-за излишнего количества членов разрушалось единство, развивалось халатность. В 1928 году шло разрушение сложившейся кооперативной традиции, шёл процесс её фактического огосударствления.

### Ремесленники
Почти с самого основания Петербурга в нём существовали ремесленники, как особое городское сословие. Ремесленные цехи играли крайне важную роль в городском промышленном секторе. До революции именно они в основном обеспечивали городское население бытовыми товарами — одеждой, обувью, мебелью и т. д.. Даже в первые годы советского режима ремесленники изготавливали тысячи сковород, санок, тележек, ящиков и помогали ремонтировать корабли Балтийского флота. Ремесленники были важной частью частной торговли, которую советы хотели искоренить и заменить государственным распределением и промышленным производством. Волна преследования ремесленников началась в 1920 году, когда их начали массово отлавливать, арестовывать или запирать в собственных цехах. Это спровоцировало ещё больший товарный дефицит.
Вместе с введением политики НЭПа, ремесленники перестали преследоваться. Ремесленные артели отныне входили в категорию кооперативов и становились «промкооперативами». У ремесленных артелей было модно использовать «красный» в названии, например «Красный сапожник». Расцвет артелей пришёлся на 1924 год вместе с ростом спроса на товары. Обилие товаров, производимых кооперативами, значительно улучшило ситуацию с товарным дефицитом, хоть и не решило полностью эту проблему. На пике своей деятельности кооперативы производили более 10% всех продаваемых в Петрограде — Ленинграде товаров.
Ремесленники облагались слишком высокими налогами, которые могли достигать до половины от доходов и это сильно тормозило ремесленную экономику в Петрограде, заставляло многие кооперативы закрываться. Многие ремесленники скрывали свою деятельность, чтобы их не облагали налогами. В Петрограде действовали несколько тысяч «кустарей-одиночек», которые формировали собственные профсоюзы, чтобы главным образом отстаивать свои интересы в нечестных сделках с торговцами, которые пользуясь неграмотностью многих ремесленников, сбывали их товары по крайне невыгодным для ремесленников ценам. Когда перекупщики предлагали слишком невыгодные цены, ремесленные профсоюзы могли устраивать стачки. Несмотря на эти трудности, в 1921 — 1924 годах было открыто примерно 800 артелей, ремесленники в кооперативах и одиночки составляли серьёзную конкуренцию государственной промышленности и провоцировали закрытие фабрик. Особый рост артелей и ремесленных товаров пришёлся на 1924 и 1925 года, когда количество магазинов производсоюза увеличилось с одного до двенадцати.

## Проблемы

### Голод, антисанитария и болезни в годы военного коммунизма
Ещё до октябрьской революции горожане жили в условиях продовольственного дефицита и получали еду по карточкам. В годы гражданской войны из-за хронического недостатка продовольствия в Петрограде работала карточная система. Нормы выдачи по карточкам несколько раз сокращались. Большевики ввели так называемый «классовый паёк», распределяя еду неравномерно в зависимости от сословного происхождения, самый малый паёк получали интеллигенция и бывшие высшие сословия.

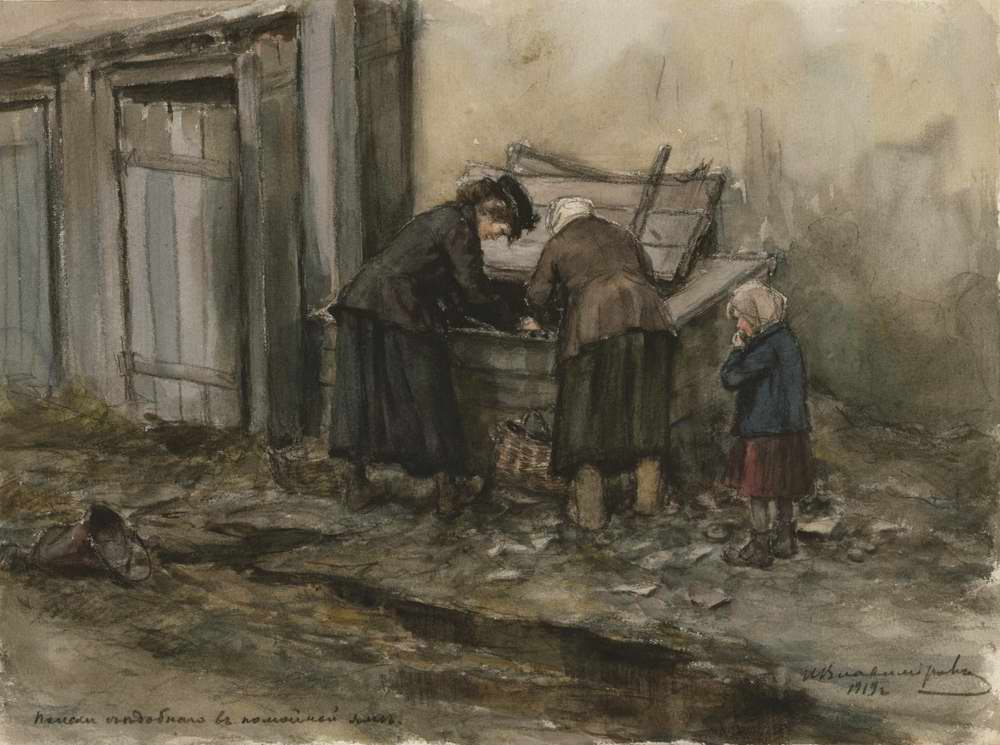
Владимиров, В поисках еды, 1919 год

Голод провоцировался не только гражданской войной, но и нарушенной логистикой, с которой новая советская власть не могла совладать, многие продукты питания гнили в неразгруженных вагонах. Также при распределении продуктов питания приоритет ставился для солдат на фронте. Летом 1918 года работник получал в среднем 740 калорий продовольствия — 27% от нормы. Население столкнулось с массовым голодом. Люди создавали блюда по необычным рецептам — лепёшки из жёсткой маисовой муки, кофейной гущи, кисель из овса и т. д.. Получаемой по карточкам еды было недостаточно для выживания и поэтому продовольствие закупалось на чёрном рынке, у мешочников. Очевидцы описывали, как люди прямо на улице разделывали на мясо умерших от голода или изнеможения лошадей.

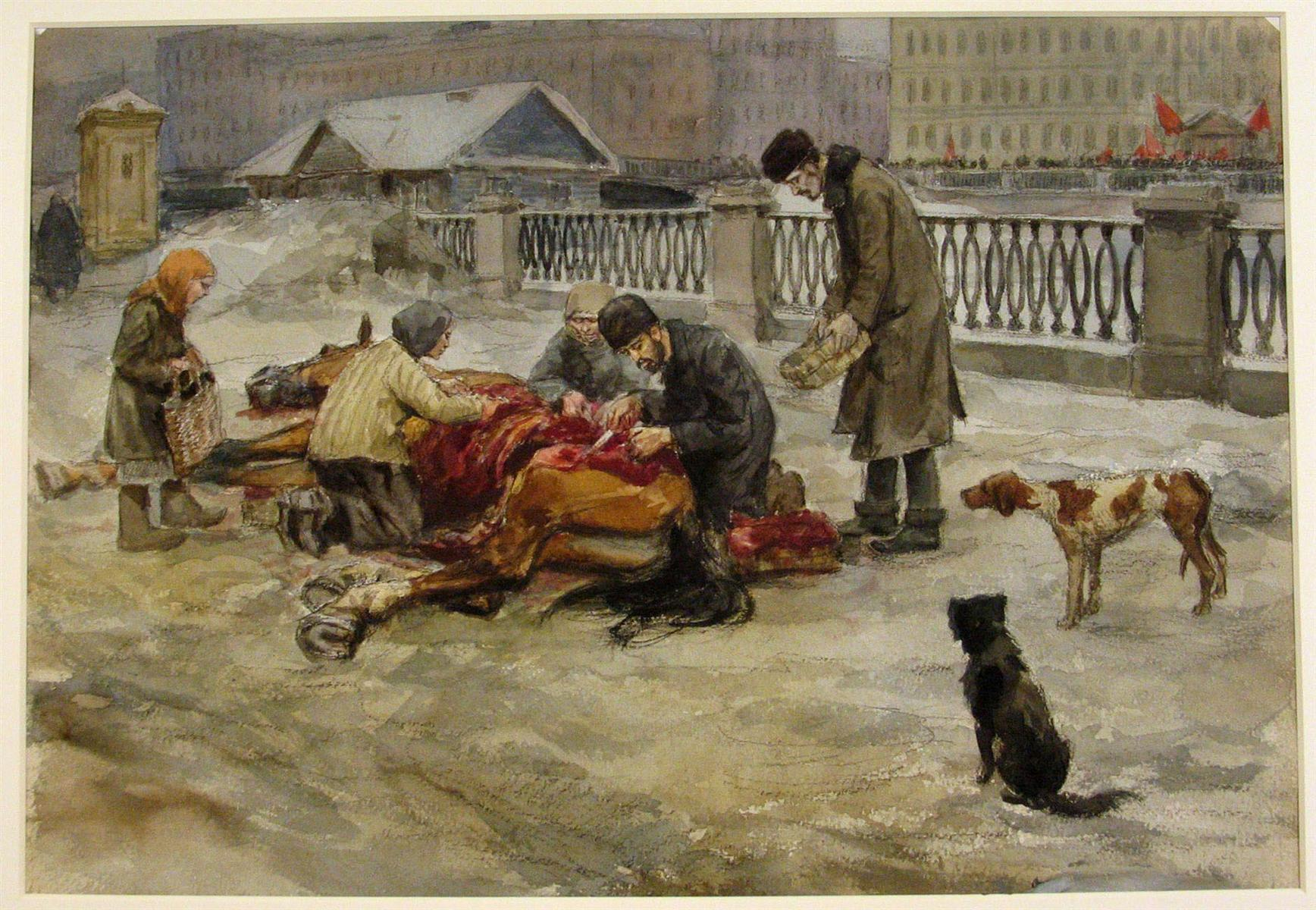
Владимиров, люди разделывают на мясо умершую лошадь

При этом в городе имелись рынки, где в изобилии продавались овощи, мясо, рыба, мыло и другие дефицитные товары, но цены на таких рынках были непомерно высокие. Для борьбы с голодом в Петрограде массово открывались общественные столовые, которых к началу 1920-х годов насчитывалось около 700 и где питалось более 830 тысяч горожан. Хотя столовые спасали жителей от голода, качество питания было крайне низким. Для борьбы с голодом была организована огородная комиссия, на городских окраинах устраивали огороды, которые коллективно или индивидуально обрабатывали. К весне 1918 года было роздано более 2000 участков для огородов, выращенные продукты сдавались в комиссариат по согласованным ценам.
В условиях развала старых институтов здравоохранения, голода, прекращения работы водопровода и очистки города, санитарное состояние города сильно ухудшилось. Зимой грязь на лестницах накапливалась и примерзала, загрязнены были центральные городские улицы, и их очистка в связи с недостатком финансирования почти не велась. В Петрограде вместе с нерабочим водопроводом перестали работать общественные бани и прачечные — единственная возможность помыться и постирать одежду для многих горожан. В антисанитарных условиях население массово болело разными формами тифа, а затем холеры, из-за использования грязной воды из рек. В городе после революции сократилось количество врачей, многие из которых отказывались работать при новой власти. Работа в сфере здравоохранения начала упорядочиваться с 1918 года. Начали открываться муниципальные аптеки. В течение следующих двух лет шла национализация городских больниц. В условиях гражданской войны ощущалась острая нехватка медикаментов. Тем не менее в связи угрозой эпидемии холеры были проведены массовые профилактические мероприятия.
Сильнее всего город оказался загрязнён к 1921 году и у города не хватало транспортных средств и рабочих, чтобы в требуемые сроки вывезти мусор и нечистоты. Рассадниками болезней были торговые точки, где царила антисанитария и отсутствовал контроль над продаваемыми продуктами.

### Преступность и беспризорность
Февральская и затем октябрьская революции спровоцировали развал имевшейся правоохранительной системы, множество людей получили в руки оружие и в рамках амнистии было выпущено множество уголовников. Преступность провоцировали и многочисленные дезертировавшие солдаты. После октябрьский революции участники восстания громили полицейские участки и вели охоту на бывших полицейских. Созданная милиция была не эффективной. Сами участники революционных восстаний были часто уголовниками и поэтому преступники воспринимались, как «социально близкий» класс в борьбе с буржуазией, новая власть косвенно поощряла преступность против бывших нерабочих классов и многие бандиты оправдывали свою деятельность борьбой с враждебными классами. В Петрограде возникали целые районы, населённые преступниками.

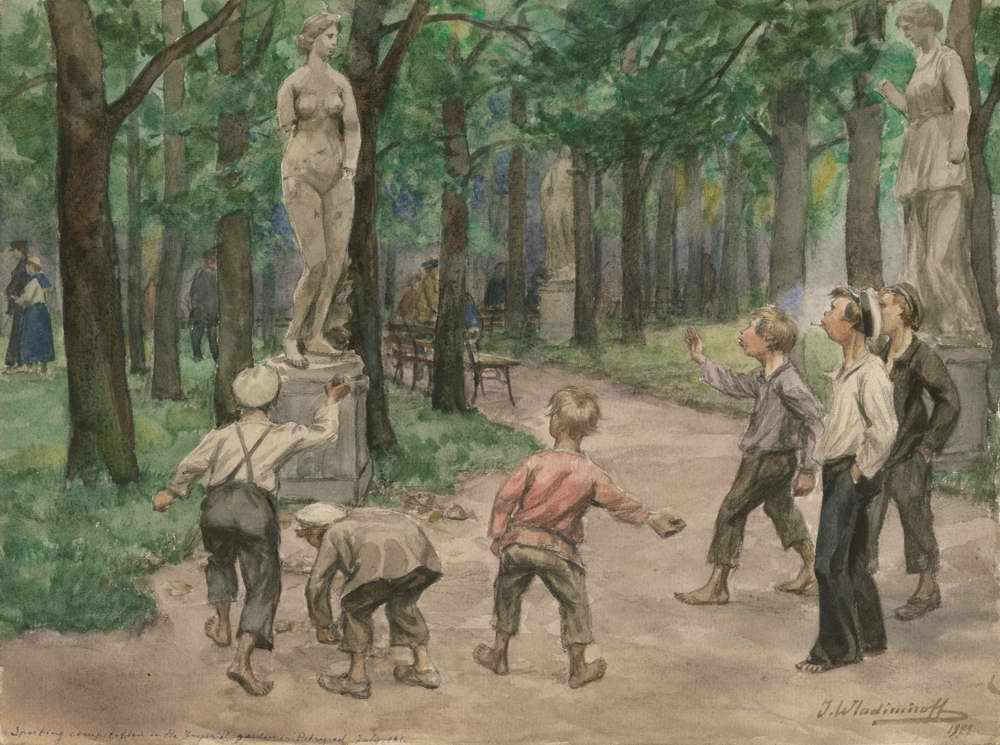
Хулиганы в императорских садах, 1921 год

Новая советская власть хоть и предпринимала попытки борьбы с преступниками, но в условиях гражданской войны и неопытности не сумела достичь нужных целей. В Петрограде начали формироваться бандитские шайки, некоторые их которых прибегали к оригинальным способам запугивания населения, например попрыгунчики, которые облачались в костюмы привидений. Самым знаменитым уголовником и серийным убийцей был Лёнька Пантелеев, чей труп после обезвреживания выставили на всеобщее обозрение, чтобы успокоить напуганное население.
Начиная с 1921 года вместе с введением новой экономической политики началась новая волна бандитизма, уже направленная на предпринимательскую деятельность. Грабители и бандитские шайки охотились на нэпманов, вымогали у них деньги за предоставление «крыши». Вместе с усилением эффективности работы милиции шло и оживление криминального мира в свете денежных поступлений. Реальное снижение преступности наметилось к середине 1920-х годов. В городе начало процветать фальшивомонетничество.
Для города серьёзной проблемой оставалась детская беспризорность, так как многие дети потеряли родителей в годы первой мировой и гражданской воин. Множество беспризорных можно было увидеть гулящих по улицам города, они занимались воровством, формировали банды. Власти устраивали постоянные облавы на беспризорных, устраивая их в детские дома, часто в тюрьмы. На Старо-Петергофском проспекте был открыт детский дом для трудновоспитуемых — ШКИД. Особенно много беспризорников обитало у Лиговского проспекта, где ещё до революции располагался приют для сирот, позже перепрофилированный в государственное общежитие пролетариата (ГОП). Местные жители Лиговки начали называть малолетних преступников «гопниками» и позже это слово вошло в русский лексикон для обозначения околокриминальной субкультуры. Многие малолетние хулиганы не были сиротами, но были выходцами из бедных рабочих семей.

### Борьба с пьянством и наркоманией
Введённый с 1914 года сухой закон продолжал действовать и после установления советской власти. В городе после октябрьской революции и до 1918 года шли массовые погромы винных запасов в дворцовых и фабричных складах, винных складов. Добравшись до складов, солдаты и уголовники устраивали массовые пьянки и шли громить аптеки в поисках спирта. В итоге у аптек утраивались караулы. В них советское руководство обвиняло «подстрекавшие к противозаконной деятельности буржуазные элементы». После подавления «пьяных» погромов, милиция начала вести борьбу с частными ресторанами, чайными и кафе, где по донесениям часто продавали алкоголь. Часто в таких заведениях скапливалась пьяная публика. Всё более распространённым явлением становилось варение самогона. Чаще всего спиртные напитки изготавливали и хранили на Пороховской улице. Борьба с пьянством была неэффективной, и часто сами сотрудники милиции злоупотребляли алкоголем. 

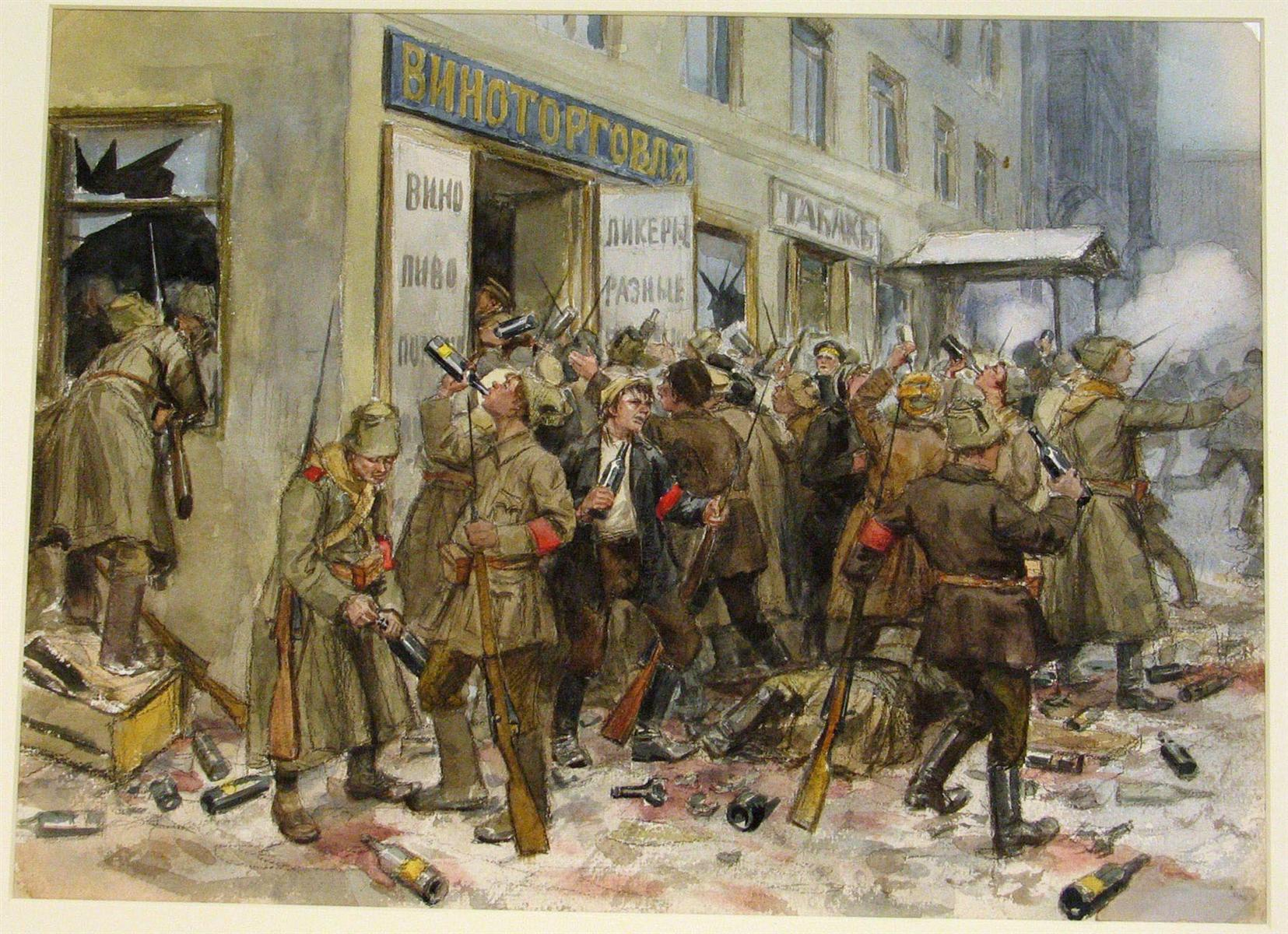
Владимиров, погром винного магазина, 1918 год

В годы НЭПа, после отмены сухого закона открылось множество пивных и «живопырок», где рабочие массово пьянствовали. Всплески пьянства происходили по праздникам и в дни заработной платы. Пьянство составляло серьёзную общественную проблему, понижало работоспособность на фабриках, пьяницы могли нарушать организацию в производстве, не оставляли ничего жёнам и детям. Власти применяли разные способы борьбы с пьянством, вывешивали «позорные доски» со списками пойманных в нетрезвом виде работников или могли организовывать напротив пивных митинги с участием детей. Пьянством страдали чиновники на фоне чувства безнаказанности. Пьянство среди женщин было редкостью, но возникло, как новое явление на фоне женской эмансипации.
В годы военного коммунизма на фоне дефицита алкоголя росло употребление наркотических веществ — кокаина и морфия, которыми в Петрограде торговали почти открыто. После закрытия многих частных аптек многие наркотические вещества были выброшены на рынок. Наркотиками торговали на уличных рынках, их можно было получить в притонах и увеселительных заведениях. Некоторые заведения общепита стали главными кокаиновыми очагами в Петрограде и в народе назывались «чумными чайными». Кокаиномания захлестнула самые разные слои общества, в том числе молодёжь и представителей власти. Предпринимаемые жёсткие меры по борьбе с наркотрафиком с 1919 года не возымели нужного эффекта. Вторым самым распространённым веществом был морфий, который широко применялся, как эффективное обезболивающее средство. В годы НЭПа серьёзной проблемой оставалось массовое употребление опиума, гашиша, кокаина или морфия. Кокаин был распространён среди безработных и беспризорных детей, морфием злоупотребляли ветераны воины и бывшие пациенты больниц.